# Partido Demócrata Cristiano (Argentina)
El Partido Demócrata Cristiano (PDC) es un partido político argentino fundado en 1954.
Está reconocido por la Justicia Nacional Electoral como organización nacional con la "Lista N° 5" y en nueve distritos electorales: Ciudad de Buenos Aires, Catamarca, La Rioja, Córdoba, Corrientes, Santa Fe, Tucumán, Jujuy y Neuquén.
El PDC es un partido político con base doctrinaria que aspira a realizar una concepción cristiana  de la vida ciudadana a través de la democracia.
Entre las personalidades históricas más destacadas del PDC figuran los políticos Atilio Dell'Oro Maini (1895-1974), Angélica Fuselli (1899-1972), Manuel Vicente Ordóñez (1902-1988), Ambrosio Romero Carranza (1904-1999), José Antonio Allende (1917-2007), Oscar Puiggrós (1918-2010), Horacio Sueldo (1923-2016), Augusto Conte (1927-1992), Luis Arnaldo Lucena (1931-2003), Carlos Auyero (1936-1997), Arturo Ponsati (1937-1997) y el diputado nacional Juan Fernando Brügge

## Doctrina

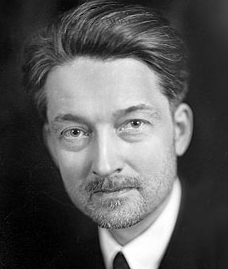
Jacques Maritain principal exponente del humanismo cristiano.

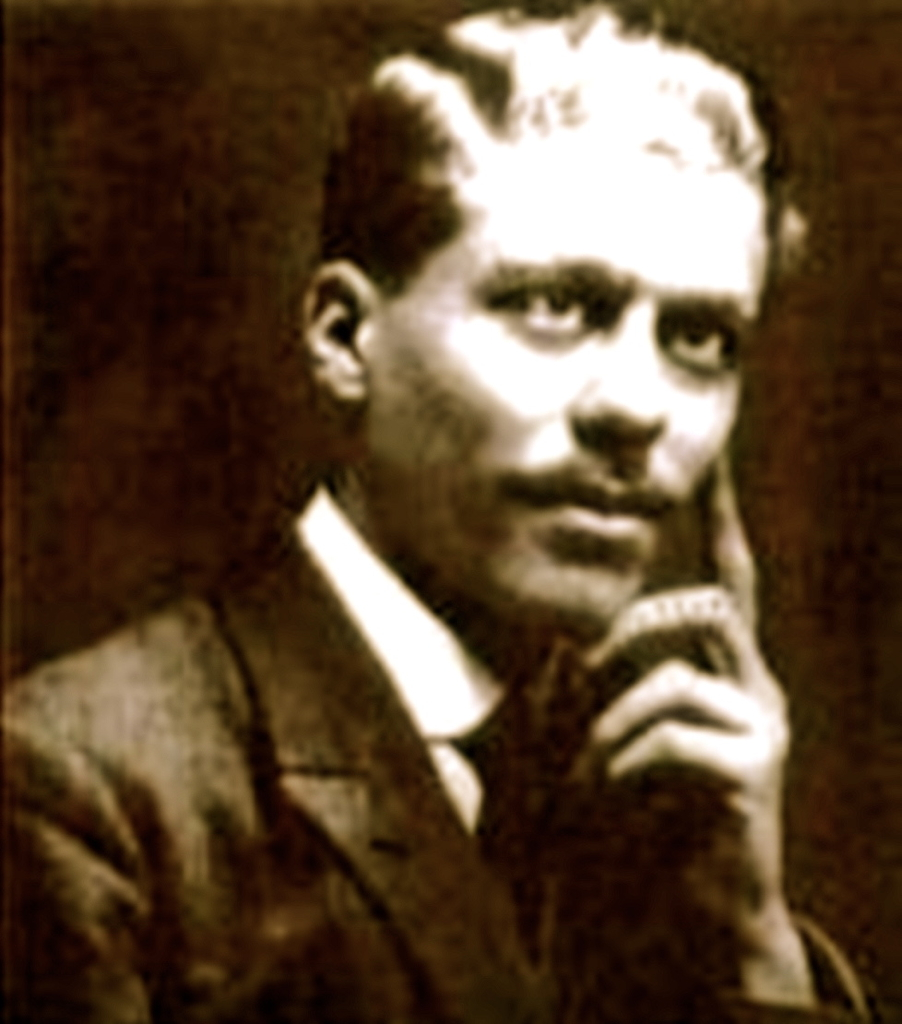
Emmanuel Mounier fundador del movimiento personalista comunitario

El partido está inspirado en el pensamiento demócrata cristiano, que es una corriente política personalista comunitaria cuya base es la imagen cristiana del ser humano, su libertad y dignidad física y espiritual intrínseca, y el valor de la comunidad al servicio de las personas concretas, no de fuerzas anónimas colectivas. Según su carta orgánica, se define como "expresión política nacional, unificada y federal del socialcristianismo aconfesional de ese país."
Se define como no confesional, del que no sólo los cristianos pueden formar parte, pero todos sus miembros deben "guardar conciencia plena con su ideario".
La doctrina demócrata-cristiana pone énfasis en las comunidades a las que llama "vitales", que son la familia, la asociación profesional, la nación. Y sus valores básicos son la libertad, la participación democrática y la justicia social en pos de la promoción de las personas que son como un fin en sí mismo, esto es un humanismo integral. 
Este pensamiento político, el humanismo cristiano, tiene orígenes en las enseñanzas de Jacques Maritain, Emmanuel Mounier, la enseñanza social católica y la ética social protestante, muy distintos del socialismo cristiano que es socialista, aunque las dos doctrinas dicen estar influidas por las enseñanzas de Jesucristo. Surgió en el siglo XIX en Europa, y continúa teniendo una fuerte influencia en Europa y Latinoamérica.

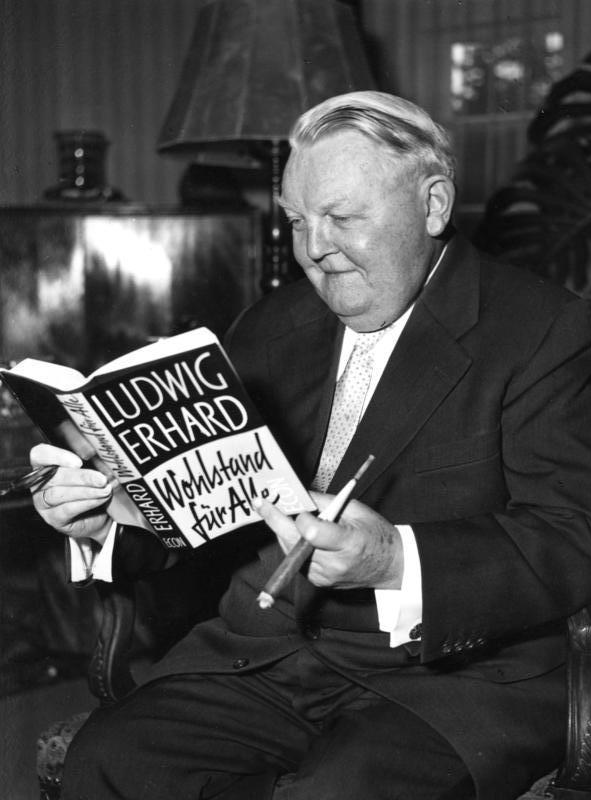
Ludwig Erhard, economista a quien se le llamaba “el padre de la economía social de mercado.

A lo largo de su historia, el PDC presentó varios programas políticos, todos basados los principios sociopolíticos de la Economía Social de Mercado que derivan de la fuente de pensamiento democratacristiano que tiene como principios la “responsabilidad personal”, la “solidaridad” y la “subsidiariedad". Y pregonando "romper con el juego pendular" que llama "mentiroso" de izquierdas y derechas que afirma que responden a una concepción materialista", se autodefine como "de avanzada, moderada, de consenso, de la sensatez o de la racionalidad", por lo que ha sido calificada como de centro, de centroderecha, o de centroizquierda en distintos momentos históricos.
En la redacción de las bases de la Democracia Cristiana en la Argentina colaboraron el Siervo de Dios Enrique Shaw, que dos años antes había fundado la Asociación Cristiana de Dirigentes de Empresa (ACDE), Horacio Sueldo y Rodolfo Barraco Aguirre.
El Papa Francisco, argentino, ha puesto como ejemplo a los católicos del mundo a los políticos democratacristianos en proceso de canonización Robert Schuman y Alcide De Gasperi por ser "católicos que hicieron una política no sucia, buena".

### Principios social-cristianos
El 11 de julio de 1955 la Junta Promotora Nacional emitió un Manifiesto hecho público el 13 de julio de 1955, con el título: “LA DEMOCRACIA CRISTIANA ARGENTINA AL PUEBLO Y AL GOBIERNO”.

...“Al decir que es partido político manifiesta que es una agrupación libre de ciudadanos, cuya misión la integran la formación cívica del país, la investigación de los problemas y soluciones nacionales, y la participación en el gobierno de la República.
Como partido democrático se pronuncia abiertamente, sin retaceos de ninguna especie, por ese régimen político, que lleva implícito en sí la posibilidad de su progresiva perfección.
Al agregar cristiano manifestamos su finalidad, confesando nuestra concepción del mundo temporal. A la situación en que se encuentra el mundo moderno lo ha llevado al olvido de los principios del cristianismo. No es abandonándolo más que nos salvaremos, sino volviendo a su imperio en las almas y en la acción. Sólo con el concepto realmente cristiano del hombre, la familia, la sociedad civil y el Estado constituiremos la sociedad nueva, fecunda en realizaciones individuales y comunitarias que beneficien a todos. 

Cristianismo significa, pues, en nuestra denominación ese horizonte doctrinal. Lejos de nosotros el pensar hacer un movimiento confesional, en el cual sólo los católicos tengan cabida: no lo queremos, y lo repudiamos en el plano político. La Iglesia no nos dirige, no sólo porque no lo quiere, en la indiferencia que guarda para todos los regímenes políticos, sino también porque queremos resuelta y lealmente dejarla al margen de las contiendas cívicas para que pueda cumplir su propia misión. Por ello, para formar parte de este movimiento, el ser católico no es condición; sí la conciencia plena con el ideario con que vamos caracterizándolo....” (EXTRACTO MANIFIESTO DE 1955 “LA DEMOCRACIA CRISTIANA ARGENTINA AL PUEBLO Y AL GOBIERNO”).

### Significado del emblema y los colores del partido

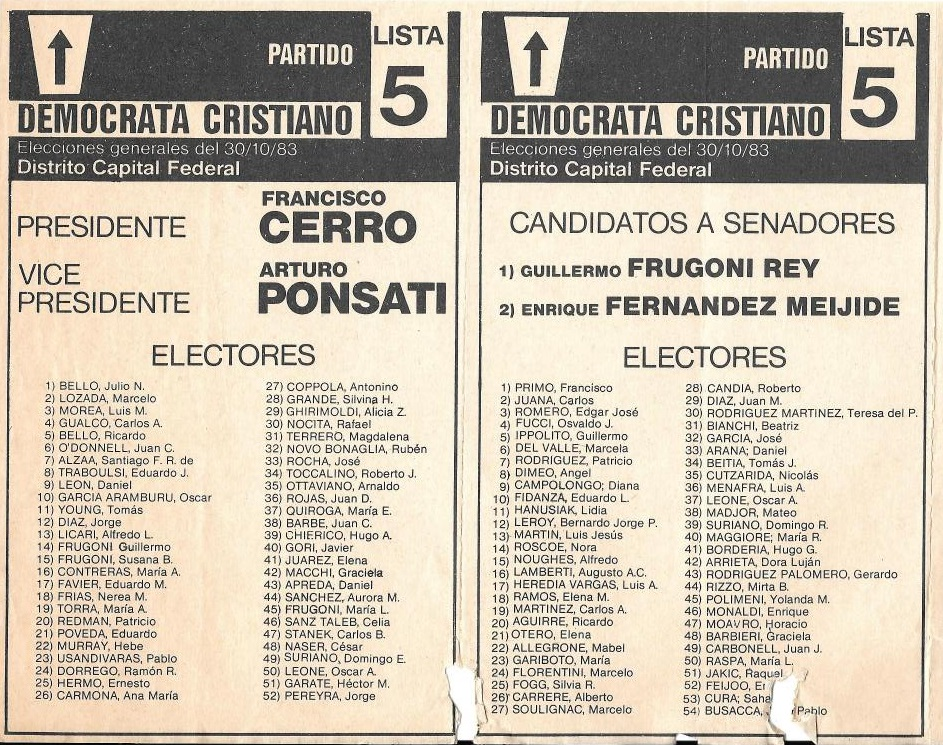
Boleta electoral de las Elecciones presidenciales de Argentina de 1983 en la que se ve el emblema del PDC

Los colores del partido son el azul y el rojo. Estos colores políticos están entre los más empleados por su asociación a la derecha e izquierda política respectivamente, es por eso que el logo PDC es una la flecha roja sobre un fondo azul que representan la superación de las dos posiciones políticas antagónicas que califican como materialistas: el capitalismo y el comunismo, por eso se autodefine como "de avanzada". Además el emblema tiene forma de trapecio isósceles con la base menor que la parte superior que representa "nivelar para arriba".

"El azul significa los principios e ideales simples y puros, sobre la base de los cuales se pretende construir una nueva ciudad temporal.

Sobre el fondo azul se destaca el rojo de la punta de lanza, que indica la vivacidad de la acción, lo encendido del entusiasmo y lo heroico de un humanismo trascendente, que llevando como armas las virtudes cristianas, quiere desbordar hacia el campo económico, social y político.
La cuña, instrumento destinado a ajustar y dar solidez, muestra su parte superior o cabeza de más tamaño que su parte inferior o filo. Será efecto de un nuevo partido permanente y de principios, al reajustar y dar cohesión a un orden social resentido y débil como consecuencia del imperio del arbitrio, el privilegio y la corrupción.

La punta de lanza señala un camino que va del plano pequeño al mayor;  del cerrado ángulo de un presente incierto hacia un porvenir amplio de paz y bienestar. En el orden económico marca el rumbo que lleva de la estrechez y la miseria hacia la abundancia, la estabilidad y la independencia;  en el campo social el que conduce del egoísmo hacia la solidaridad;  y, en lo político, la ruta que va de la opresión y el abuso hacia la libertad y la Justicia.." (significado oficial del emblema y los colores del partido cuando se hizo y se aprobó el escudo en La Primera Convención Nacional Partidaria)

### Declaración de principios
En 2003, aunque sin dejar de ser un partido no confesional, el PDC adhirió [cita requerida]  a "Los principios básicos para la actuación coherente del cristiano en política" denominados "no negociables" por la Doctrina Social de la Iglesia en ese momento y por el Papa Benedicto XVI y luego plasmados en la exhortación apostólica Sacramentum Caritatis y enumerados de esta manera:

...“Obviamente, esto vale para todos los bautizados, pero tiene una importancia particular para quienes, por la posición social o política que ocupan, han de tomar decisiones sobre valores fundamentales, como el respeto y la defensa de la vida humana, desde su concepción hasta su fin natural, la familia fundada en el matrimonio entre hombre y mujer, la libertad de educación de los hijos y la promoción del bien común en todas sus formas. Estos valores no son negociables. Así pues, los políticos y los legisladores católicos, conscientes de su grave responsabilidad social, deben sentirse particularmente interpelados por su conciencia, rectamente formada, para presentar y apoyar leyes inspiradas en los valores fundados en la naturaleza humana". (EXTRACTO DEL PUNTO N°83 DE LA EXHORTACIÓN APOSTÓLICA SACRAMENTUM CARITATIS DE 2005)
Papa Benedicto XVI

En 2014, a los 59 años del 'Manifiesto de la Junta Promotora del Partido Demócrata Cristiano de la Argentina “LA DEMOCRACIA CRISTIANA ARGENTINA AL PUEBLO Y AL GOBIERNO”, el 5 y 6 de julio el PDC realizó un Congreso Ideológico Nacional Partidario en Huerta Grande, Córdoba, al que asistieron unas 300 personas presididas por Carlos Lionel Traboulsi y Juan Fernando Brügge, en el que participó el político Jorge Ocejo Moreno del partido demócrata cristiano de México, el PAN, y presidente de la Organización Demócrata Cristiana de América (ODCA), llamada hasta 2001 sólo "Internacional Demócrata Cristiana", el exdiputado nacional Jorge Horacio Gentile y, como invitado el peronista de centro José Manuel de la Sota, actual Gobernador de Córdoba y precandidato presidencial de cara al 2015.
En este Congreso el PDC ratificó los valores y principios originales, como partido humanista y cristiano en un documento llamado: “HACIA DÓNDE VA LA DEMOCRACIA CRISTIANA”, dejó plasmados "Los cuatro principios básicos para la actuación coherente del cristiano en política" y la Economía Social de Mercado como parte de la doctrina partidaria.

#### Oposición al descarte de embriones humanos en los centros de fertilización
En el orden de las ideas anteriores, al tratarse en 2014 en el Congreso el proyecto de ley sobre técnicas de fecundación artificial que contemplaba el descarte de embriones humanos, el entonces diputado nacional DC Juan Fernando Marcópulos en nombre del partido formuló una disidencia total.

#### Rechazo a la despenalización del aborto
El 24 de febrero de 2018 la Junta Nacional resolvió “ratificar su compromiso y militancia con la protección de la vida humana desde su concepción” mientras que el exdiputado nacional Juan Brügge sentó su posición sobre el tema: “A favor de la vida desde la concepción porque nuestro partido así lo tiene en su plataforma y porque está en la Constitución Nacional por los tratados internacionales. Es inconstitucional toda iniciativa de ley que tienda a legalizar el aborto”.
Concecuentemente, durante el plenario de comisiones de la Cámara de Diputados sobre la despenalización del aborto que se desarrolló en 2018 se presentaron dos dirigentes de la Democracia Cristiana para exponer su posición contraria a los proyectos de despenalización del aborto. 
En la primera audiencia del 10 de abril de 2018 se presentó la médica rosarina Verónica Porcelli de Baró Graf, histórica militante de la Democracia Cristiana que es docente tutora de la Facultad de Medicina de la Universidad Nacional de Rosario, afirmando que "Un embrión tiene la potencia de desarrollar su plan de vida; tiene la fuerza de desarrollar su proyecto de vida".
El segundo expositor demócrata cristiano fue Hugo Alberto Horváth (presidente del distrito Jujuy de la Democracia Cristiana y docente de la Universidad Católica de Santiago del Estero) asistió a la decimotercera jornada de debate en el 13.º plenario de comisiones del 24 de mayo manifestándose en contra del aborto al que definió al aborto como el “homicidio intencionado, deliberado y doloso de una criatura en el útero materno”. Asimismo señaló que la “depredación antinatalista” es economicista. La economía capitalista, afirmó, incluye las variables de la muerte para acumular poder y riqueza. “Las políticas de anticoncepción, la legalización del aborto, esterilización de poblaciones, eutanasia, unión conyugal de personas del mismo sexo, tienen por fin lograr el equilibrio entre la cantidad de población y el sistema económico de mercado, sacrificando vidas humanas”. Mencionó varios documentos vinculados al control de población, entre ellos, los de la Comisión Rockefeller y el Informe Kissinger. Recordó las esterilizaciones forzadas de Fujimori en Perú y las que se realizaron en México. Finalmente, denunció los intereses del Banco Mundial y el condicionamiento crediticio.

#### Oposición a la reforma de la Ley de Educación Sexual Integral
Luego de que el 26 de octubre de 2018 la Conferencia Episcopal Argentina manifestara su preocupación por la posible introducción de conceptos que ellos denominan ideología de género ante la intención de realizar cambios a la ley de Educación Sexual Integral y la supuesta introducción de contenidos que sostienen que están opuestos a la doctrina cristiana en este tema. Y de las marchas del 28 de octubre de 2018 en distintas partes de la Argentina autodenominadas Con mis hijos no te metas contra la reforma de Ley de Educación Sexual Integral el PDC tomó posición a través de su Twitter comunicando que «Felicitamos a todas las familias que este domingo se expresaron en varios puntos del país en contra de una educación sexual integral sesgada por la ideología de género. #ConMisHijosNoTeMetas ».
Y lo mismo su exdiputado nacional Juan Brügge que dijo en su Twitter que « La educación sexual integral de los niños y niñas no puede ser el antojo de una ideología que se gestó en base a construcciones ideales sin correlato con la realidad de nuestro país. #ConMisHijosNoTeMetas ».

## Historia: primeros años
El partido tiene sus raíces en el catolicismo político en Argentina y tiene su origen en el movimiento social cristiano.
En 1954 apareció la revista "Polémica" dirigida por Leopoldo Pérez Gaudio y fue el enlace para que los distintos grupos democristianos del país, decidieran realizar una especie de Congreso que en principio iba a ser realizado en Córdoba Fue fundado el 9 de julio de 1954 en la casa de Juan Treharne Lewis. Los fundadores eran representantes de distintos grupos y corrientes que en años anteriores habían desarrollado expresiones de la democracia cristiana en diferentes puntos del país, y resolvieron encauzar sus esfuerzos en un partido nacional.

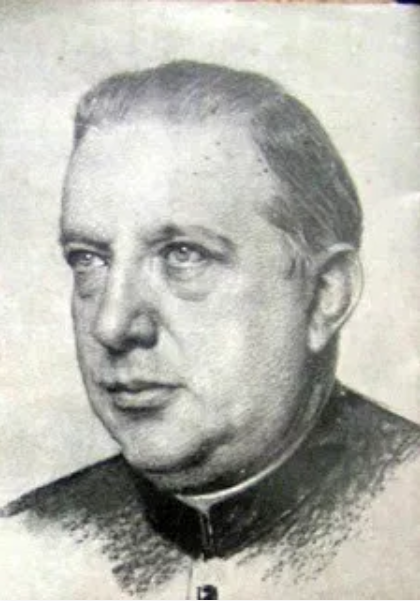
Monseñor Gustavo Franceschi (1881-1957)

Cabe aclarar que para esta decisión los democristianos no solamente no recibieron ayuda alguna de la Iglesia sino que además la jerarquía, con excepción de los obispos y monseñores Miguel de Andrea y Gustavo Franceschi -a quienes se tenían por opositores al gobierno-, miraba con desconfianza y recelo porque la mayoría del clero estaba alineada con el peronismo. Ambos, durante el segundo gobierno de Perón fueron encarcelados.[cita requerida]

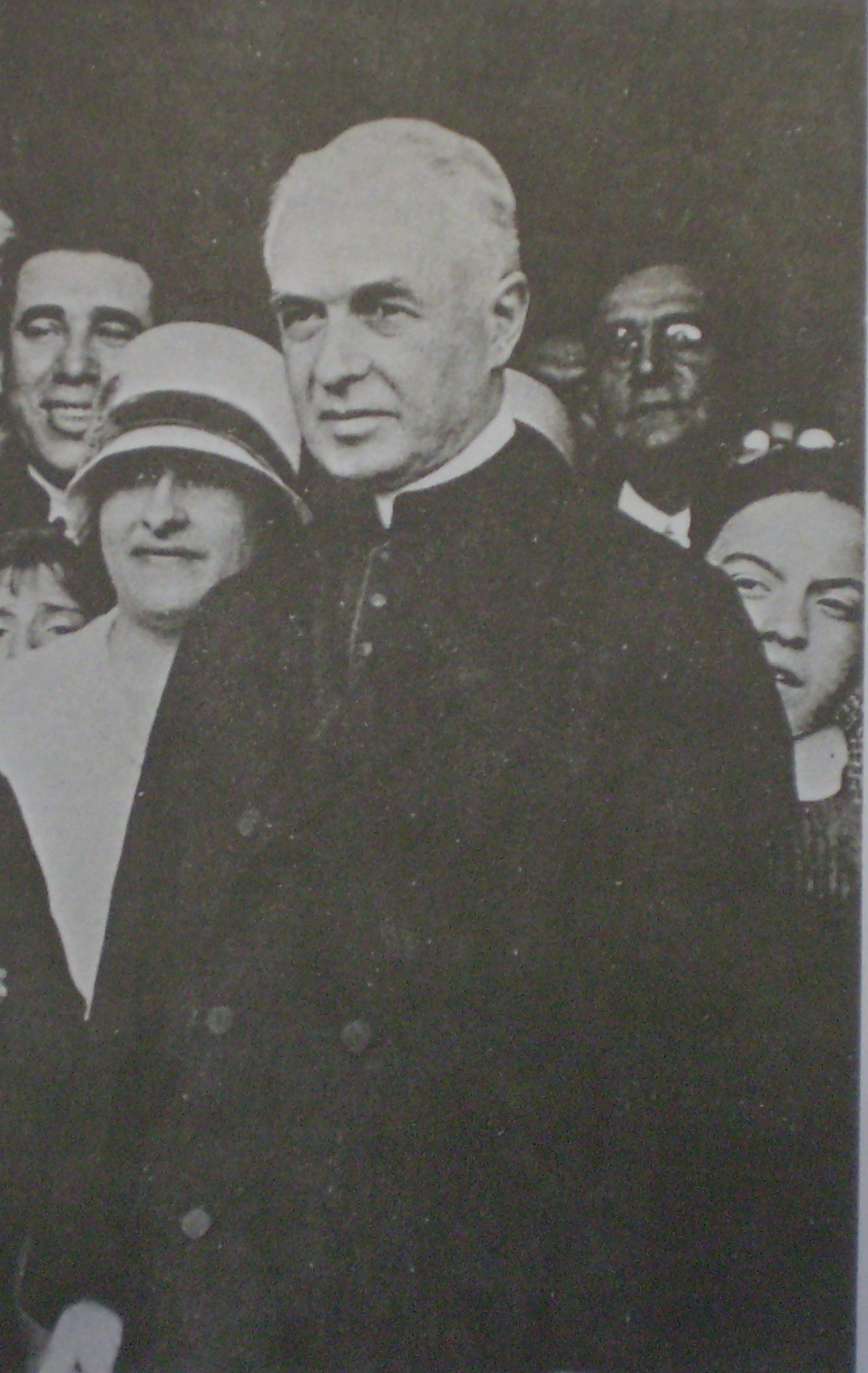
Monseñor Miguel de Andrea (1877-1960), obispo de Temnos

Entre los fundadores estaban Manuel Vicente Ordóñez, Horacio Sueldo, Rodolfo Barraco Aguirre, Arturo Ponsati, Luis Arnaldo Lucena, Horacio José Peña, Guido Di Tella, Rodolfo Martínez, Leopoldo Pérez Gaudio, Ignacio Vélez Funes, Alieto Guadagni, Arturo Bas Figueroa, Antonio Cafferata, Manuel Río, el sindicalista Mario Pedro Seijo, Néstor Tomás Auza y Juan José Torres Bas. José Antonio Allende no pudo estar, pero se lo considera uno de los fundadores y en diciembre de 1955 fue elegido primer presidente de la convención nacional del partido. De allí surgió la Junta Promotora Nacional de Partidos Políticos Provinciales de inspiración Demócrata Cristiana'". Uno de los miembros más destacados de esta primera junta nacional fue el abogado, magistrado, académico, profesor y ensayista democratacristiano el Ambrosio Romero Carranza.
Otra persona destacada de esa época fundacional fue Carlos Bègue quien durante varios años fue como editor de la Revista Criterio. Esta formación constituyó el paso más decisivo para la fundación del PDC, y esta junta, desde el momento que empezó a ejercer sus funciones, tomó el carácter de cuerpo directivo de una agrupación política.
A comienzos de 1955, el poeta Holver Martínez Borelli, también en la clandestinidad,[cita requerida] fundó el la rama partidaria de la provincia de Salta.
El 16 de junio de 1955 la casa del Manuel Vicente Ordóñez fue allanada. Como se encontraba ausente, fueron detenidos sus hijos Manuel, Marcos y Marcelo. Por ese entonces, encontrándose prófugo, redactó los documentos fundacionales del partido.

### Razones del antiperonismo inicial
El 19 de septiembre de 1945 los democratacristianos, encabezados por Manuel Ordóñez y Rodolfo Martínez pariciparon de la Marcha de la Constitución y la Libertad junto con los radicales, socialistas, radicales antipersonalistas, conservadores, demócratas, comunistas, demócrataprogresistas, académicos y miembros del poder judicial. Algunos de sus miembros tenían experiencia política adquirida durante los años 30. Durante esa década, cuando comenzaron a difundirse en Argentina doctrinas anarquistas procedentes de Italia y España, fundó la Liga Social Argentina, grupo de tendencias fascistas, cuyo objetivo era luchar contra el modernismo y las tendencias que consideraban subversivas. En la Liga tenían activa participación Alejandro Bunge y Atilio Dell'Oro Maini, que serían ministros durante la dictadura de Aramburu, cuyos enemigos definidos por sus órganos de prensa La Unión eran los judíos, los liberales y los masones En julio de 1923, la Liga Patriótica Argentina propicia en el teatro Coliseo, junto al Círculo Tradición Argentina, las cuatro conferencias donde Leopoldo Lugones arroja las nueve bases: "Italia acaba de enseñarnos, bajo la heroica reacción fascista encabezada por el admirable Mussolini, cuál debe ser el camino a seguir". De Andrea adhiere a la proclama y da conferencias acerca del las ventajas del Estado corporativo italiano instaurado por Mussolini. El diez de enero de 1919 se conformó en el Centro Naval el grupo llamado 'Defensores del Orden' para "cazar" agitadores durante los acontecimientos de la Semana Trágica, la semana transcurrida desde el 8 al 17 de enero (de 1919), siendo arengados por Monseñor Miguel De Andrea en sus homilías. Según Herman Schiller las acciones directas de la "Liga Patriótica" encontraron una sustentación teórico-filosófica que partía, principalmente, de los sectores más reaccionarios de la Iglesia Monseñor Miguel de Andrea, Obispos Piaggio y Bustos (Córdoba).
Desde fines de 1949 la comisión parlamentaria bicameral con mayoría peronista llamada Comisión Visca cuyo cometido original era investigar torturas aplicadas por la policía, se dedicó a realizar investigaciones, allanamientos y clausuras de medios de prensa no oficialistas que afectó a unas 70 publicaciones; uno de los diarios más difundidos del país, La Prensa, fue expropiado y entregado a la CGT.

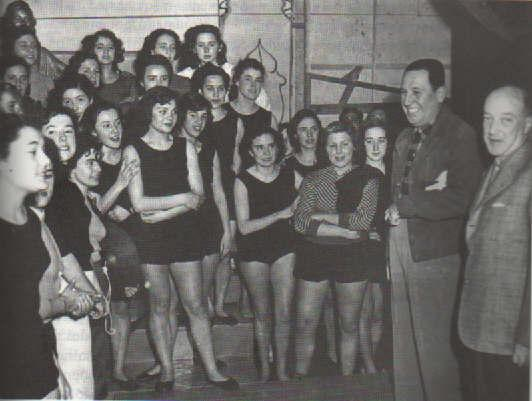
Perón con estudiantes de la Unión de Estudiantes Secundarios (UES) en 1953.

Uno de los motivos de irritación de los democristianos con el peronismo, al que consideraban al igual que el conservadorismo argentino anterior al populismo y más que eso, durante la última etapa el segundo gobierno peronista, fue el adoctrinamiento juvenil a través de la introducción en los textos escolares de dibujos, fotografías y textos laudatorios de Perón y Eva Perón tales como "¡Viva Perón! Perón es un buen gobernante. Perón y Evita nos aman" y otros similares a los que hubo en la época tratando de imponer un culto a la personalidad a la persona del líder En materia educativa se introdujo la materia "Cultura Ciudadana" que en la práctica era un medio de propaganda del gobierno, sus protagonistas y sus realizaciones. Una vez publicado el libro La razón de mi vida de Eva Perón, el mismo fue de lectura obligatoria tanto en el nivel primario como en el secundario. Y en 1953 Perón creó la Unión de Estudiantes Secundarios (UES), que funcionaba en la residencia presidencial y en la que el presidente realizaba agasajos a los estudiantes.

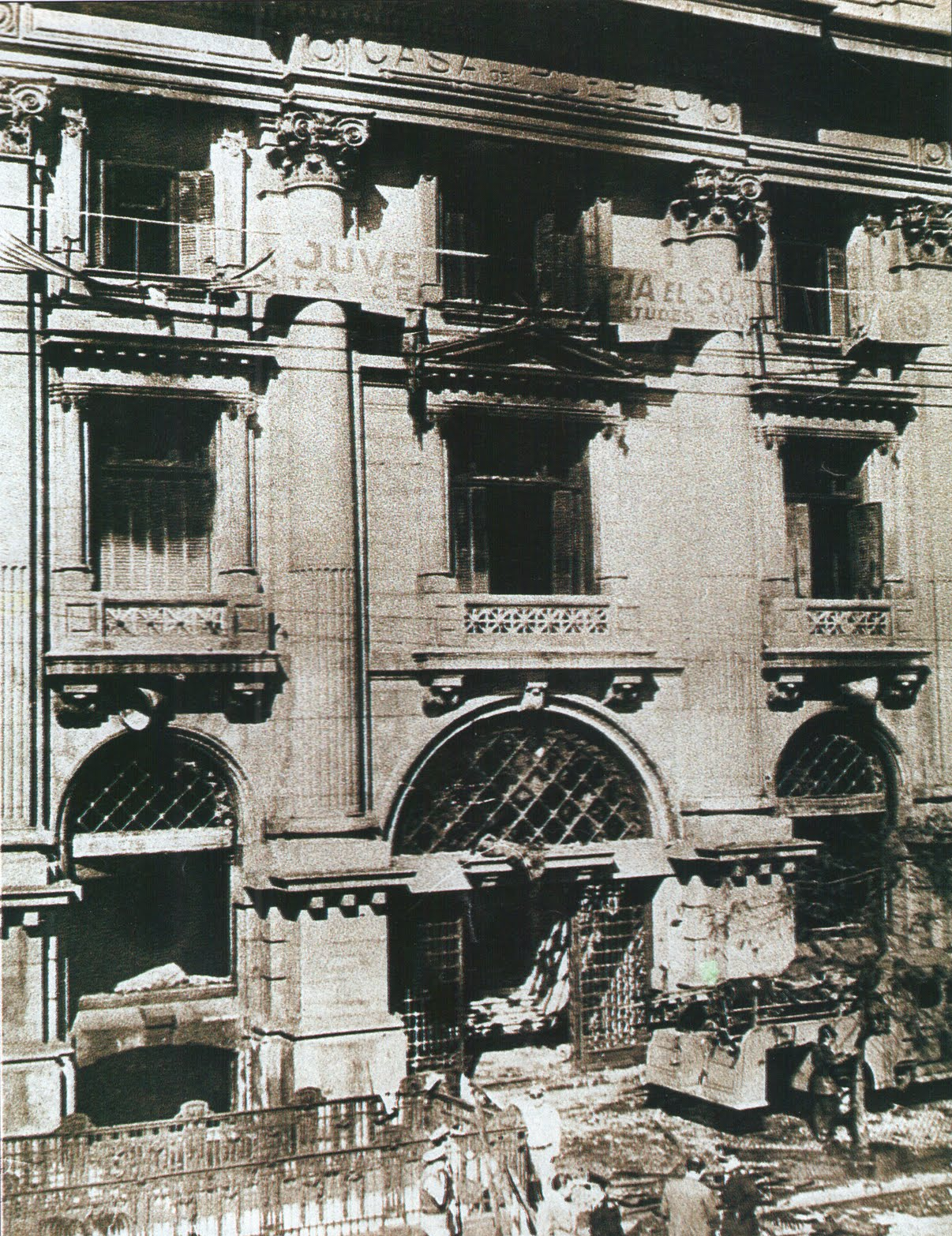
Quema de locales de opositores de 1953 en Argentina.

El partido invocaba el principio de solidaridad, mientras que el peronismo se apoyó en el recelo en las clases populares contra la oligarquía, que incluye a la clase media-alta y alta argentina, atribuyéndoles una posición promotora de la desigualdad social.
Este resentimiento social produjo una violencia política creciente. Entre los actos de más cuestionados se encuentran: el atentado al sindicalista Cipriano Reyes en 1947 y su posterior detención y condena, acusado de formar parte de un complot golpista; las torturas causadas por la Policía Federal a varios opositores, entre ellos Ernesto Mario Bravo, Luis Vila Ayres, Juan Ovidio Zavala, Roque Carranza, Yolanda J. V. de Uzal, los hermanos María Teresa y Jorge Alfredo González Dogliotti; las cesantías de docentes antiperonistas; la detención de diputados opositores como Ricardo Balbín, y Alfredo Palacios; las restricciones a la libertad de expresión y de prensa; la expropiación de los diarios La Prensa y La Nueva Provincia; la condena judicial por desacato y encarcelamiento de Michel Torino, propietario del diario El Intransigente de Salta; el ataque e incendios en las sedes de los partidos radical, demócrata y socialista, así como en el Jockey Club de Buenos Aires quedando totalmente destruidos estos dos últimos edificios y con daños muy importantes los otros dos; la tortura y asesinato del sindicalista tucumano Carlos Aguirre por la policía de Tucumán.
Otra de las razones del antiperonismo inicial del partido, fueron las medidas restrictivas de la libertad de expresión y de prensa, contra los medios no peronistas que adoptó el gobierno de Perón, que a la vez que impulsó la creación de un monopolio local de medios peronistas.
A fines de 1954, por razones que nunca se explicaron del todo, Perón rompió relaciones con la Iglesia católica e inició un enfrentamiento con la misma. A raíz de este enfrentamiento, el gobierno suprimió el carácter de días no laborables a ciertas festividades religiosas católicas, introdujo la ley de divorcio, permitió la apertura de establecimientos para ejercer la prostitución, prohibió las manifestaciones religiosas en los lugares públicos, y la municipalidad de Buenos Aires, entonces controlada por el presidente de forma directa, prohibió a los comerciantes exponer pesebres u otras figuras religiosas en conmemoración de la Navidad.

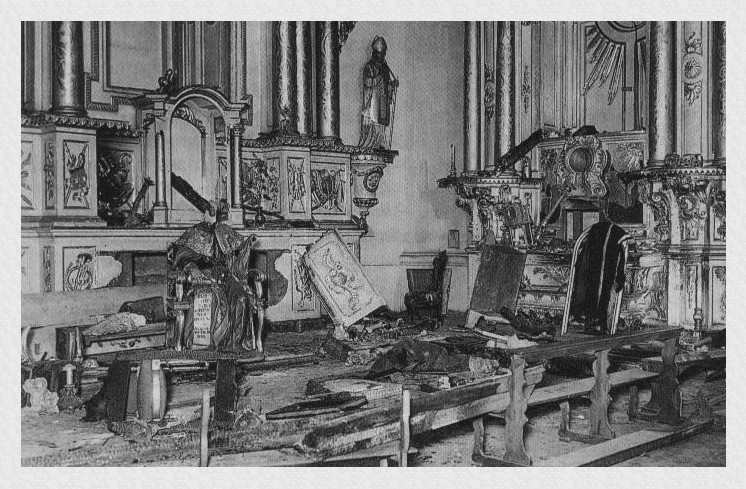
Iglesia de San Ignacio después de la quema de iglesias del 16 de junio de 1955 perpetrada por los seguidores del presidente Juan Perón.

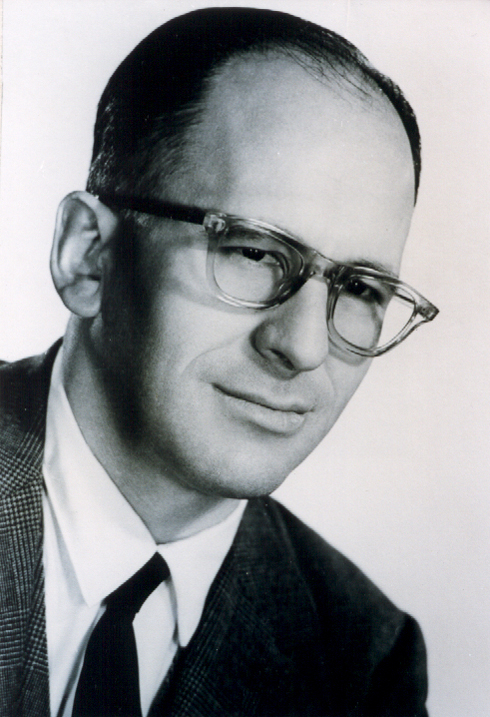
Siervo de Dios Enrique Shaw (1921–1962)

En mayo de 1955 Enrique Shaw y otros 18 dirigentes católicos fueron detenidos y encarcelados durante diez días tras ser señalados como responsables de un "complot político" para derrocar al presidente Juan Perón.
El 11 de junio de 1955, pese estar prohibida por la ley 14.400, se realizó la celebración pública de la fiesta de Corpus Christi, que desde la segunda fundación de Buenos Aires se venía efectuando anualmente en Plaza de Mayo en forma ininterrumpida, tuvo una concurrencia estimada en unas 200 000 personas, muchas de las cuales eran democratacristianas, que colmó la Catedral y ocupó la Plaza de Mayo adyacente. Al finalizar la celebración se formó una manifestación que se encaminó por la Avenida de Mayo hacia el Congreso Nacional entonando el Himno Nacional e incorporando gente a medida que avanzaba. El mismo día 11 el gobierno acusó a los manifestantes, además de por los daños, de haber quemado una bandera argentina y se abrió una investigación judicial. 
El 12 de junio de 1955 fue La Defensa de la Catedral de Buenos Aires que impidió que grupos de choque peronistas llamados "Alianza Libertadora Nacionalista" quemaran dicho templo. Ese día se registraron muchas detenciones. Una investigación en el Consejo Superior de las Fuerzas Armadas obtuvo el testimonio de integrantes de la Policía Federal que imputaban del hecho a sus propios compañeros por lo cual el organismo solicitó a Perón la separación del jefe de policía y la detención del ministro del Interior Ángel Borlenghi pero al día siguiente de esa comunicación Borlenghi salió del país. Tras el derrocamiento de Perón, el contraalmirante Alberto Tessaire -vicepresidente al tiempo del hecho- afirmó que la acción se había ejecutado no sólo con la autorización de Perón sino bajo su inspiración.
El 16 de junio de 1955 se produjo un intento de golpe de Estado y de asesinato del presidente Perón, que derivó en el bombardeo de Plaza de Mayo y sus adyacencias, con el saldo de más de 300 civiles asesinados. En respuesta, manifestantes peronistas destruyeron varias iglesias y se produjeron unos 800 encarcelamiento de opositores políticos, entre ellos los diputados Oscar Alende y Arturo Frondizi. También fueron encarcelados centenares de sacerdotes, entre ellos monseñores Miguel de Andrea y Gustavo Franceschi, y sólo en la provincia de Buenos Aires cerca de mil curas quedaron detenidos e incomunicados. En relación con estos hechos, fue torturado y asesinado el médico comunista Juan Ingalinella, considerado uno de los primeros desaparecidos de la historia argentina.

### Definición partidaria como partido "Federalista y de Centro"

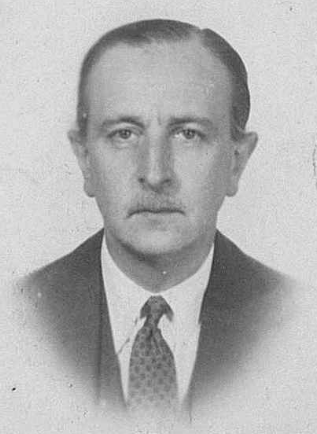
Manuel Vicente Ordóñez (1902-1988), jurista, activista, filósofo, profesor universitario y líder intelectual. Uno de los fundadores de la ODCA y luego del PDC

Tras el golpe de Estado del 16 de septiembre de 1955 que derrocó a Juan Domingo Perón y dio inicio a la dictadura militar autodenominada de Revolución Libertadora, en oportunidad de la formación de la Junta Consultiva Nacional, la Junta Promotora de los Democristianos, designó como representantes en aquel organismo a Manuel Vicente Ordóñez y a Rodolfo Martínez quien luego fue Ministro de Industria de la Revolución Libertadora cuando el general Pedro Eugenio Aramburu fue presidente Provisional. 
En diciembre de 1955 los democristianos realizaron una convención nacional en Córdoba en la que fue elegido como primer presidente el Dr. José Antonio Allende y estaba integrada por Lucas Ayarragaray (h), Manuel Vicente Ordóñez, Juan T. Lewis, Francisco Eduardo Cerro, Luis Arnaldo Lucena, Juan C. Ricci, Ricardo Dussel, José A. Millán, Carlos Alfredo Imbaud, Guillermo López y la primera política demócrata cristiana Angélica Felisa Fuselli. Al mismo tiempo emitió una declaración de principios, dio a conocer un programa y redactó una carta orgánica federalista, de centro.

### Elecciones para Convencionales Constituyentes (1957)
El 27 de abril de 1956 el presidente de facto Pedro Eugenio Aramburu dictó una proclama declarando nula la reforma constitucional de 1949, e imponiendo la Constitución de 1853 con las reformas de 1860, 1866 y 1898. El argumento que el general Aramburu utilizó es que la reforma de 1949 posibilitaba que el presidente fuera reelecto indefinidamente. Y el 12 de abril de 1957, por Decreto 3838/57, el gobierno militar decidió declarar la necesidad de una reforma constitucional y convocar a elecciones para conformar una Convención Constituyente y le impone un lapso sorprendentemente breve, que no puede superar los 45 días, con caducidad automática. La representación se establecería proporcionalmente.
En los comicios del 27 de junio de 1957 para integrar la Convención Constituyente de 1957, que debía reformar la Constitución de 1853, el PDC obtuvo 420.606 votos (4,83%)
resultando electos 8 convencionales constituyentes: José Antonio Allende, José Amado, Lucas Ayarragaray h., Luis M. Duarte, Juan T. Lewis, Miguel A. Nessa Boeri, Horacio J. Peña y Juan C. Ricci.
También fue candidato a constituyente en 1957 y a gobernador tiempo después el importante jurista cordobés Pedro José Frías (1919-2011), profundo conocedor de la cultura nacional argentina.
En la misma época existió otro partido con basamentos cristianos, distinto PDC, que conformó la Unión Federal que fue muy importante pero que nunca se integraron como grupo demócrata cristiano por ser nacionalista. Uno de sus referentes fueron el constituyente Enrique Ariotti y el dirigente cordobés Enrique Herrera.

### Reconciliación con el peronismo proscripto (1958)
Con motivo de las elecciones presidenciales de 1958, el PDC convocó a la Convención Nacional con el fin de elegir la fórmula presidencial. Hubo dos líneas: "Unidad y Avanzada", que sostenía las candidaturas de Lucas Ayarragaray h. que representaba a los sectores democristianos de centroderecha y Horacio Sueldo que representaba los sectores del partido de centroizquierda; y "Acción e Interior" que apoyaba las candidaturas de Manuel Vicente Ordóñez y M. A. Nessa Boeri, que respondían al sector del partido que adhería a los principios del liberalismo económico. En la votación se impuso "Unidad y Avanzada" y los candidatos a Presidente y Vicepresidente fueron los arriba citados respectivamente. 
Posteriormente Horacio Sueldo acercó al peronismo proscripto. Cabe tener en cuenta que el peronismo, a diferencia del PDC, es un movimiento político amplio, con gran variedad de tendencias, a veces enfrentadas, al igual que otras ideologías políticas internacionales, como el socialismo, el liberalismo, el comunismo, el nacionalismo, el anarquismo o la democracia cristiana, u otras ideologías políticas nacionales, como el radicalismo.
Y con el fin de obtener el voto peronista Horacio Sueldo renunciando a su candidatura ofreció a un dirigente obrero peronista el cargo de Vicepresidente. Esto provocó una crisis interna en el partido. Como consecuencia, una de las fuerzas militares gobernantes vetó la inclusión de peronistas.

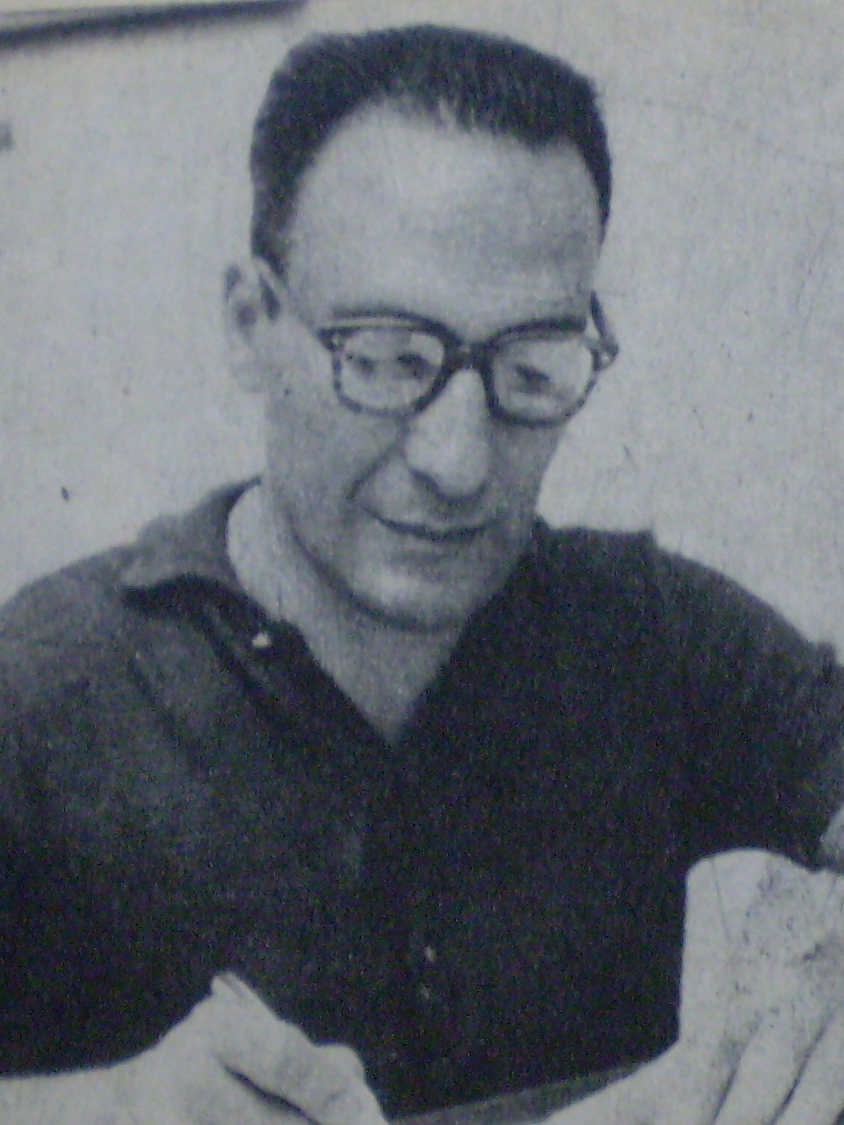
Horacio Sueldo (1923-2016) llevó a la Democracia Cristiana a una reconciliación y alianza con el Justicialismo

En las elecciones generales del 23 de febrero de 1958 la fórmula Demócrata Cristiana obtuvo 285.650 votos (3,14%). 
Ganó Arturo Frondizi, con el apoyo y convenio secreto con Perón (puesto que el peronismo estaba proscripto).
A partir de 1959, después del Concilio Vaticano II, que fue uno de los eventos históricos que marcaron el siglo XX, y en plena Guerra Fría, la Corriente Revolucionaria de la Teología de la Liberación influyó fuertemente la política del PDC, al igual que en el resto de Latinoamérica, por lo que muchos miembros del PDC y del catolicismo argentino se alinearon al tercermundismo. Este período posconciliar fue una época de crisis en la que miles de sacerdotes católicos abandonaron el ministerio, entre ellos alrededor de 8.000 jesuitas.
Fue durante el gobierno de Arturo Frondizi (1958-1962) que se acentuaron las diferencias internas en el partido que evidenciaron profundas discrepancias doctrinarias. Esto motivó la realización de una Convención Nacional que sesionó en Córdoba los días 20, 21 y 22 de febrero de 1959. De ésta surgió una Junta Transitoria presidida por Lucas Ayarragaray h. y el debate ideológico se suspendió por seis meses. Cumplido el plazo, se realizó otra en Bahía Blanca, que eligió una Junta definitiva integrada por: José M. Holgado, Salvador Busacca, José Antonio Allende, Horacio Peña, Luis Morea, Teodosio Pizarro, Julio Álvarez, Ricardo Alcácer, Marta Aldonado, Guillermo Fernández Gil (presidente) y Francisco Ramos Mejía que lo sucedió en la presidencia en 1960 y 1961.
Junto con la elección de la Junta se definió la línea política en el marco del reformismo progresista, pudiendo considerarse en el sentido de centroizquierda en el espectro político, proponía, al igual que la Unión Cívica Radical Intransigente (UCRI) dirigida por Frondizi y una estrategia de alianza y democratización del peronismo en oposición a los sectores democristianos de centro-derecha que seguían siendo antiperonistas. 
Fue entonces cuando los democristianos antiperonistas se alejaron del PDC ingresando a otros partidos políticos como la Unión Cívica Radical del Pueblo (UCRP) dirigida por Balbín que proponía una estrategia de prohibición y represión del peronismo, o abandonando la actividad política.
Luego de la definición ideológica del PDC, ésta comenzó a competir con la UCRI (radicales frondicistas) por los votos vacantes el peronismo proscripto de presentar sus propios candidatos a cargos electivos con el objetivo de ingresar a nuevos adherentes, darle una mayor dinámica y convertirla en una fuerza de peso político nacional. También proponía alianzas políticas con otras fuerzas populares, nacionalistas y democráticas que se opusieran al liberalismo, al marxismo y a todos los extremismos. Esta línea fue liderada por Horacio Sueldo, seguido por José Antonio Allende, Enrique De Vedia, G. Fernández Gil, Francisco Eduardo Cerro, Eduardo Elías Traboulsi, Arturo Ponsati, Ángel Manzur, R. Parera, J. Torres Bas, entre otros dirigentes.
En esta línea, se puede ver en la declaración del partido luego de la escisión de los sectores democristianos antiperonistas:

..."En el panorama de desorden institucional, inmoralidad pública, y escepticismo político que vive la Argentina, la nota dominante está dada por la crisis económica, el progresivo descenso del nivel de vida que ha llegado a límites de insuficiencia humana general..., puso énfasis en la necesidad de la plena vigencia de la democracia y sus instituciones sin proscripciones y en el reintegro a la vida política del país del peronismo"

Durante al gobierno de Frondizi el PDC se opuso fuertemente a sus políticas económicas liberales y a su Ministro de Economía, Álvaro Alsogaray.[cita requerida]
En 1962 Oscar Puiggrós fue nombrado ministro de Trabajo, pocos días antes del derrocamiento del presidente Arturo Frondizi, y fue confirmado en su cargo por su sucesor, José María Guido. No obstante, este fue obligado a hacer una serie de cambios de gabinete por los comandantes de las Fuerzas Armadas unas semanas después, y Puiggrós fue desplazado.

### Libertad para crear universidades privadas

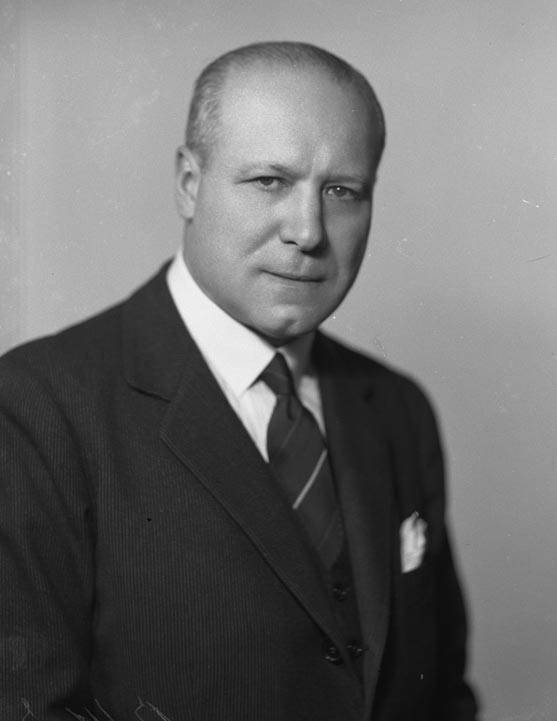
Atilio Dell'Oro Maini dirigente estudiantil, abogado, sindicalista, periodista y político argentino. (1895-1974)

Durante la Revolución Libertadora, siendo Manuel Vicente Ordóñez y Rodolfo Martínez miembros de la Junta Consultiva Nacional, el político demócrata cristiano Atilio Dell'Oro Maini que participó como ministro de Educación de los Presidentes de facto Eduardo Lonardi y Pedro Eugenio Aramburu. El 22 de diciembre de 1955 El Dr. Atilio Dell'Oro Maini promovió el decreto-ley 6.403, que permitió la creación de universidades privadas con capacidad para entregar títulos y diplomas académicos consagrando la autonomía universitaria. Gracias a estas gestiones, el 8 de junio de 1956 fue creada la Universidad Católica de Córdoba entre otras instituciones educativas superiores privadas.

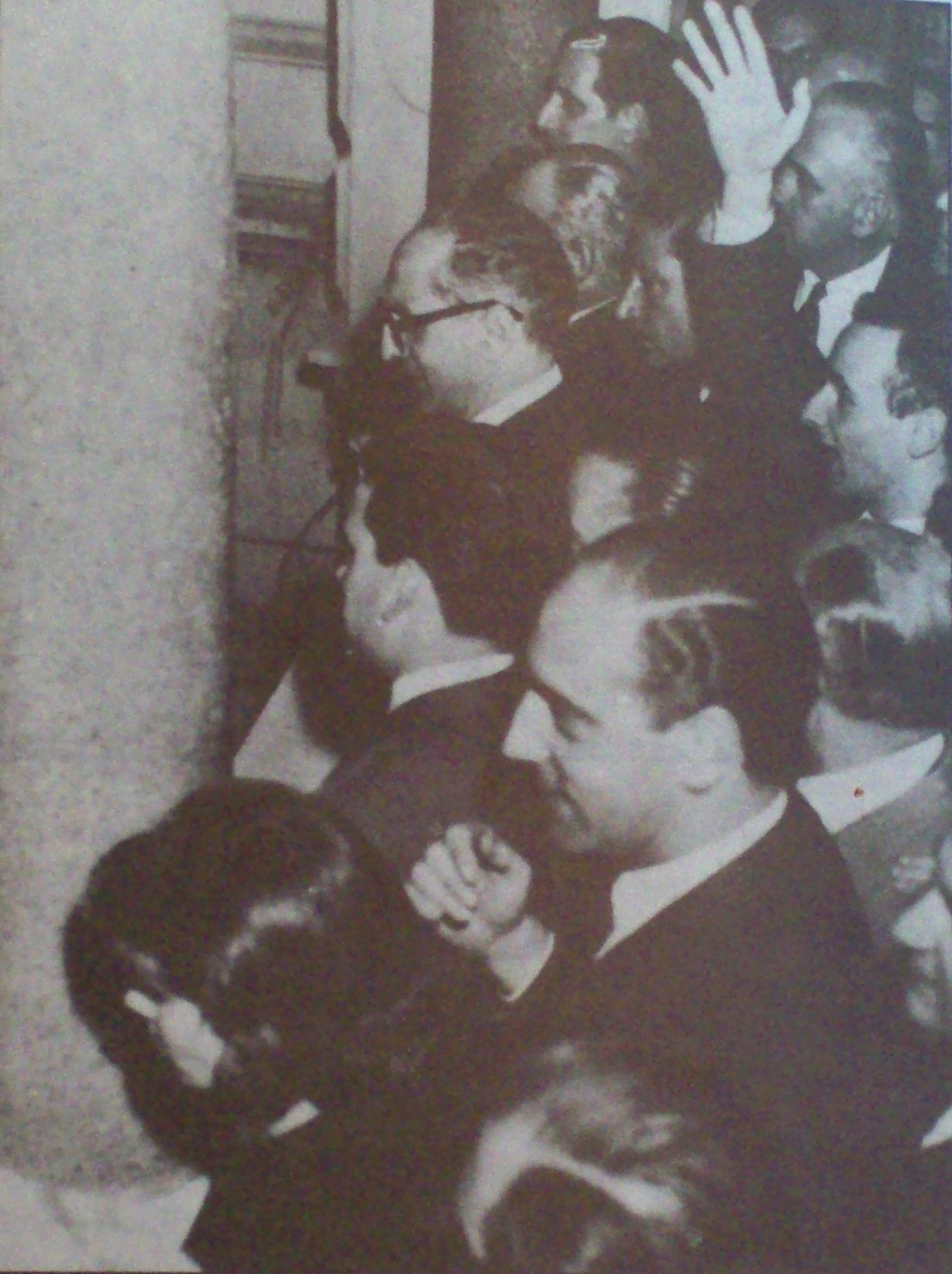
Frondizi (tercero desde el fondo, en primera línea) observa desde el balcón de la Casa Rosada una manifestación laicista contra la enseñanza libre (agosto de 1958).

Pero durante el gobierno del Presidente constitucional Arturo Frondizi, en el año 1958, hubo un movimiento creado a partir de la sanción de dos grandes leyes sancionadas durante ese gobierno: la aprobación del Estatuto del Docente y la que habilitó a las universidades privadas a emitir títulos profesionales. Fue sin dudas esta última la que motivó una gran protesta estudiantil conocida como "Laica o libre".

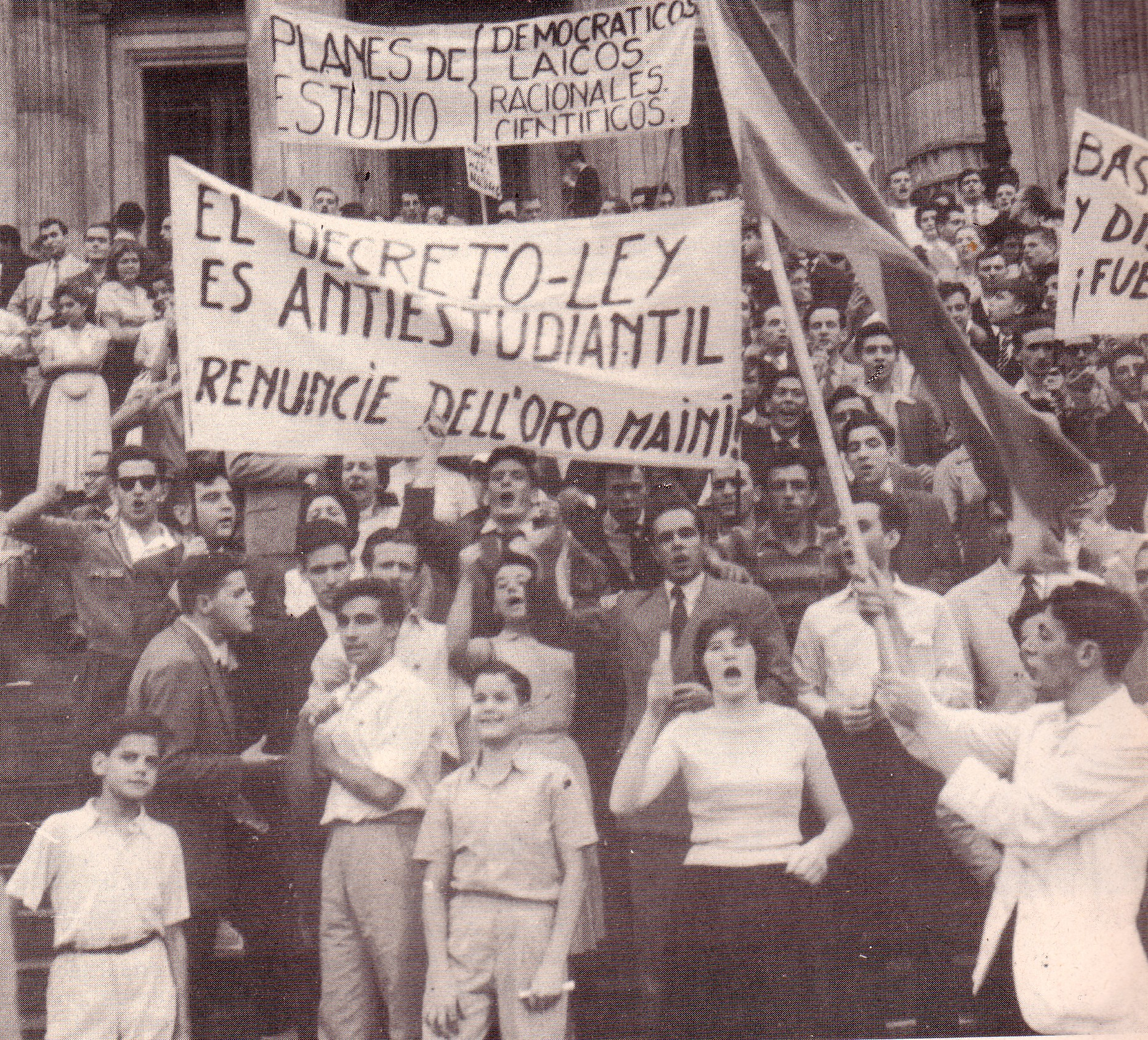
Protesta obrero-estudiantil Laica o Libre.

La abolición del monopolio estatal sobre la educación universitaria era una aspiración histórica principalmente de la Iglesia católica, institución que había fundado las primeras universidades del país, luego expropiadas. Un antecedente claro en este respecto es José Manuel Estrada.
El movimiento estudiantil organizado en la Federación Universitaria Argentina (FUA) se opuso de inmediato a la habilitación de las universidades privadas y organizó un plan de movilizaciones con apoyo de los sindicatos, los estudiantes secundarios y los partidos políticos de oposición, bajo el lema de "laica o libre", una de las movilizaciones más grandes de la historia del movimiento estudiantil argentino. Estos estudiantes defendían la bandera de la "enseñanza laica" (opuesta al proyecto de ley frondicista), mientras que el gobierno, los radicales frondicistas, demócrata-cristianos, los nacionalistas católicos, peronistas aliados y la jerarquía de la Iglesia católica, defendían la bandera de la "enseñanza libre".
El 28 de agosto de 1958, los siete rectores de las siete universidades nacionales (entre ellos José Peco, Josué Gollán, Oberdán Caletti y el hermano del presidente de la Nación, Risieri Frondizi) pidieron al Poder Ejecutivo Nacional la no concertación del decreto para universidades privadas, argumentando que era «para que no se viera alterada la vida institucional y académica del país». Casi simultáneamente comenzaron las manifestaciones y actos de protesta laicistas, que primero se hicieron dentro de las facultades, y después se trasladaron a las calles. Para los llamados "laicos", Frondizi era un instrumento de la Iglesia: llegaron a prender fuego una efigie del presidente Frondizi cuya figura estaba representada vestida (según el historiador Félix Luna) con una grotesca sotana clerical.
Finalmente, el sector de radicales frondicistas, demócrata-cristianos entre los que estaba Arturo Ponsati, nacionalistas católicos y aliados liderado por el presidente Frondizi logró consagrar la aprobación de esta reforma, que permitió otorgar personería jurídica a nuevas universidades, como la Universidad Católica Argentina en 1959.

### Elecciones de diputados de 1960 y 1962
En las elecciones legislativas de Argentina de 1960 la fórmula Demócrata Cristiana obtuvo 344.039 votos (3,88%), ocupando el cuarto lugar después de la UCR del Pueblo, la UCR Intransigente y el Socialismo.
En 1961 nació la Internacional Demócrata Cristiana bajo el nombre de Unión Mundial Demócrata Cristiana, creada por los Nuevos Equipos Internacionales (organización predecesora de la Unión Europea Demócrata Cristiana UEDC), por la Organización Demócrata Cristiana de América (ODCA) y por la Unión Demócrata Cristiana de Europa Central (UCDEC).
En las elecciones legislativas del 18 de marzo de 1962 la fórmula Demócrata Cristiana obtuvo 169.824 votos (1,9%). El Presidente Arturo Frondizi había legalizado al peronismo, que logró imponerse en la Provincia de Buenos Aires. Once días después el presidente Frondizi fue derrocado y detenido por el golpe del 29 de marzo de 1962, que resultó en la toma del poder por parte de José María Guido, quien anuló las elecciones.

### Elección presidencial de 1963
En las elecciones presidenciales de 1963 otra vez con proscripción del peronismo, el PDC quiso dar espacio como candidato a presidente al peronista Raúl Matera que en ese momento representaba al ala izquierda del justicialismo con Horacio Sueldo como candidato a vicepresidente. Sin embargo, Matera es proscripto por el gobierno de José María Guido y la fórmula terminó siendo Horacio Jorge Sueldo - Francisco Eduardo Cerro. En las elecciones generales la fórmula Demócrata Cristiana obtuvo 434.824 votos (4,48%). Ganó el candidato de la UCR del Pueblo Arturo Illia.
Fruto de esa elección, el PDC tuvo dos senadores nacionales: Luis Mauricio Corradi por la Provincia de Santa Cruz y Roberto De Rege por la Provincia de Río Negro y también ingresaron como diputados nacionales Salvador Busacca y Raúl Torreiro (por el distrito Capital Federal), José María Reñe (por el distrito Santa Fe), Francisco Salvado (por el distrito Tucumán), Teodosio Pizarro (por el distrito Córdoba) y Enrique de Vedia y Jorge Nelson Gualco. Juan José Torres Bas fue elegido diputado provincial de la Legislatura de la Provincia de Córdoba, Mario Alfredo Marturet en la de Corrientes y Diego Joaquín Zamit, miembro fundador de la Asociación de Entidades Periodísticas Argentinas (ADEPA), de la Asociación de Diarios del Interior de la República Argentina (ADIRA) y de la agencia periodística Noticias Argentinas (NA), por la Provincia del Chubut.

### Movimiento Sindical de la Democracia Cristiana
El 7 de enero  de 1964 se creó El Movimiento Sindical Demócrata Cristiano  (MSDC) por iniciativa de varios militantes en distintos gremios que se acercaron a la Democracia Cristiana (DC) tanto porque habían tenido una militancia cristiana como porque el partido peronista estaba proscripto. Ingresaron en la DC atraídos por la línea de Horacio Sueldo. En 1967 el MSDC se fusionó con la Acción Sindical Argentina. Juntos fueron la expresión del sindicalismo cristiano. En 1968 es electo Juan Carlos Loureiro (proveniente de ASA) como Secretario General y Dante Oberlin como Secretario Adjunto para sellar esta fusión.

### Elecciones legislativas del 65
En el año 1965 Arturo Illia convocó a elecciones legislativas eliminando todas las restricciones que pesaban sobre el peronismo en la etapa previa. El peronismo presentó sus propias listas de candidatos y triunfó ampliamente y la fórmula Demócrata Cristiana obtuvo 250.705 votos.

### Durante la Revolución Argentina (1966-1973)
El triunfo del peronismo agitó la situación interna de las Fuerzas Armadas y el 28 de junio de 1966 se produjo otro golpe de Estado pero esta vez de carácter prolongado llamado la Revolución Argentina en la que gobernaron la Argentina primero una Junta Militar y luego tres Generales: Juan Carlos Onganía (1966-1970), que se había destacado en la defensa del peronismo en el enfrentamiento armado entre azules y colorados, Roberto Marcelo Levingston (1970-1971) y Alejandro Agustín Lanusse (1971-1973), por lo que existe la opinión de que el golpe contó con el beneplácito de Juan Domingo Perón, quien veía en Onganía la oportunidad de vencer a sus históricos adversarios radicales.
La Junta Revolucionaria decretó el cese en sus cargos de los miembros de la Suprema Corte de Justicia, gobernadores e intendentes, la disolución del Congreso Nacional, los partidos políticos y las legislaturas provinciales y el reemplazo de la Constitución Nacional por el Estatuto de la Revolución Argentina. E inspirados en los militares que habían derrocado a João Goulart en 1964, dispuso que la gestión de las políticas estuviera a cargo de “técnicos” especializados en cada área, quienes garantizarían la imparcialidad frente a los distintos intereses sectoriales, por lo que la base política que acompañó a la Revolución fue heterogénea pues confluyeron liberales, nacionalistas, sindicalistas, socialcristianos, tecnócratas y desarrollistas.
Aunque el PDC no estuvo entre los sectores que trabajaron por la caída del gobierno de Illía, durante el gobierno de Juan Carlos Onganía varios de sus dirigentes pasaron a ser funcionarios de la Revolución Argentina pero a título personal como por ejemplo el ministro de Economía Jorge Néstor Salimei.
En 1967, cuando estaba suspendida la actividad política en el gobierno del teniente general Juan Carlos Onganía, Juan José Torres Bas fue presidente del PDC, que pasó a llamarse "Democracia Cristiana Argentina (DCA)".
En marzo de 1967, luego de que Jorge Néstor Salimei fuera reemplazado por el economista liberal Adalbert Krieger Vasena se realizó una Convención Nacional en Río Ceballos, Provincia de Córdoba para resolver cuál sería la posición oficial del partido. La postura mayoritaria fue crítica a lo actuado por la dictadura, por lo que se resolvió no colaborar con la misma.
El 4 de octubre de 1968 el sindicalista demócrata cristiano Carlos Custer fue elegido Secretario General Adjunto de la Confederación Mundial del Trabajo (CMT) en el congreso realizado en Luxemburgo, con solo 30 años. Una de las 3 en que se dividían los trabajadores del mundo por aquellos años, vinculada a la Iglesia Católica.
Entre 1970 y 1973 el ex legislador demócrata cristiano Carlos Jensen Viano,uno de los fundadores de la Universidad Católica de Santiago del Estero, de la que fue su primer rector, fue por primera vez Gobernador de la provincia de Santiago del Estero y tuvo un importante rol en el retorno de la democracia, al lograr un acuerdo con los principales referentes de los partidos políticos de entonces.
En 1972 el gobierno militar convocó a elecciones generales ante las exigencias de los ilegalizados partidos políticos, ya durante el gobierno del general (R) Roberto Levingston, habían confeccionado y consensuado por su parte el documento La Hora del Pueblo donde se proponía la salida electoral sin proscripciones.

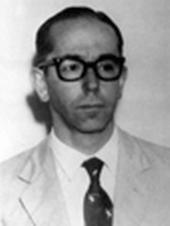
Oscar Puiggrós (1918-2010) abogado, periodista y político, miembro fundador del PDC, que fue Ministro de Trabajo y Previsión Social dos veces y una de Bienestar Social.

Durante la gestión del general Alejandro Agustín Lanusse Oscar Puiggrós  fue ministro de Bienestar Social en el cual aceptó participar a condición de que Lanusse se comprometiera a llamar a elecciones en un año.

### División del partido en dos facciones
Dentro de ese períodos las dos fracciones que se reconocían demócrata cristianas y posteriormente se unieron tenían muchos diputados, senadores y autoridades.

#### Integración Congreso Nacional (1973-1976)
En las elecciones presidenciales de marzo de 1973, convocadas durante el gobierno de facto del General Alejandro Agustín Lanusse dieron el triunfo al peronismo, las fuerzas democristianas se agruparon en dos fracciones:

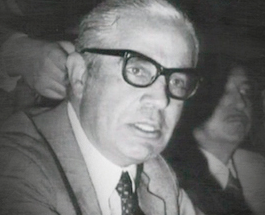
José Antonio Allende miembro fundador y primer presidente del PDC, senador nacional por la provincia de Córdoba durante 4 años y presidente el Senado Nacional entre 1973 y 1975. (1917-2007)

1) El Partido Popular Cristiano (PPC) de José Antonio Allende, formó parte del Frente Justicialista de Liberación (FREJULI) que ganó las elecciones y puso en el poder al Movimiento Peronista, que había sido proscripto desde la Revolución Libertadora. En este sector se destacaron José Antonio Allende, Salvador Busacca, Carlos Auyero, Augusto Conte, Jorge Nelson Gualco (por segunda vez), Ángel Bruno, Alberto Aramouni, González, entre otros.
2) El Partido Revolucionario Cristiano (PRC) presidido por Martín Dip y liderado por Horacio Sueldo, se negó a tal entendimiento, acercándose al Partido Intransigente (PI), continuador político y jurídico de la Unión Cívica Radical Intransigente, y conformando la Alianza Popular Revolucionaria (APR) (un frente electoral de izquierda y centro-izquierda), presentando a Oscar Alende (PI) como candidato a presidente, acompañado por Horacio Sueldo (PRC) para la vicepresidencia, junto con Eduardo Elías Traboulsi, Francisco Eduardo Cerro, Arturo Ponsati; Ángel Manzur, Lucena, que llegaron a ser diputados nacionales y senadores. También formó parte de esta alianza el cordobés Juan José Torres Bas. Esta alianza fue la cuarta fuerza de esos comicios con 885.201 votos (el 7,4 por ciento) y logró doce diputados.
Durante el período 1973 - 1976, el PDC logró tener representación parlamentaria nacional y fuerte injerencia en los asuntos políticos del momento. Era por entonces la 5° fuerza política del país. Un ejemplo de esta injerencia fue que entre el 13 de julio de 1973 y el 25 de abril de 1975 el dirigente DC José Antonio Allende fue el 47° Presidente Provisional del Senado de la Nación Argentina. También el santiagueño DC Francisco Eduardo Cerro fue senador nacional.
En el retorno a la democracia del periodo 1973 - 1976 se dio paso al incremento de la violencia terrorista, política y la polarización de la sociedad. Y después de 632 días de sangre y caos en los que fue presidenta Isabel Perón vino el último golpe de Estado argentino en 1976.

### Durante el Proceso de Reorganización Nacional (1976-1983)
El 24 de marzo de 1976 las Fuerzas Armadas argentinas tomaron el poder, caducaron los mandatos políticos, se disolvió el Congreso nacional y se destituyó a los Miembros de la Corte Suprema.
El Decreto N.º 6 de la junta Militar del autodenominado Proceso de Reorganización Nacional suspendió “la actividad política y de los partidos políticos, en jurisdicción nacional, provincial y municipal” y la Ley N.°  21.261 dispuso ‘transitoriamente” la suspensión del “derecho de huelga, como así también el de toda otra medida de fuerza, paro, interrupción o disminución del trabajo o su desempeño en condiciones que de cualquier manera puedan afectar la producción, tanto por parte de trabajadores como de empresarios y de sus respectivas asociaciones u organizaciones”.
Desde fines de 1975 se inició un camino de acercamiento entre los dos partidos demócrata cristianos que se prolongó durante la dictadura militar hasta lograr la reunificación en 1981. La asistencia de algunos de sus integrantes a citas con funcionarios de la dictadura que buscaban legitimación a través de estos encuentros, provocaron conflictos internos que ralentizaron el camino hacia la reunificación partidaria iniciado en diciembre de 1977, que enfrentaron a “dialoguistas” y “duros” a partir de 1978.
De 1977 a 1985 Francisco Eduardo Cerro fue vicepresidente de la Organización Demócrata Cristiana de América.
A mediados de 1977 un grupo de dirigentes democristianos, bajo la dirección de Néstor Vicente, secretario general de la Cátedra de Estudios Argentinos que funcionaba en el marco del Club Nacional, comenzó a editar la revista de circulación interna llamada "Síntesis" como fue una forma de mantener cierto nivel de actividad política en el contexto dictatorial.
En 1982 Francisco Eduardo Cerro fue Copresidente de la Multipartidaria que tuvo como objetivo presionar a la dictadura militar para que abandonara el poder y se estableciera un régimen democrático los demócrata cristianos, junto al radical Carlos Raúl Contín, el desarrollista Oscar Alende, el peronista Deolindo Felipe Bittel y el radical Arturo Frondizi. También representaron al PDC en la Multipartidaria  Martín Dip, Carlos Auyero, Basilio Serrano, Hugo Conza, Eduardo Traboulsi, Néstor Vicente, Enrique de Vedia, Salvador Busacca, Augusto Conte, Carlos Eroles y Dr. Franklin Martín Obarrio (padre del periodista Mariano Obarrio) que a su vez era presidente de la Comisión Nacional de Justicia y Paz de la Conferencia Episcopal Argentina y presidente también del Movimiento Familiar Cristiano.
El 17 de mayo de 1982 –en plena lucha por la posesión de las Islas Malvinas– Carlos Jensen Viano fue nuevamente nombrado al frente del Ejecutivo de la provincia de Santiago del Estero por las Fuerzas Armadas.

### Restauración de la unidad partidaria y giro a la centroizquierda (1983-2010)
En 1983 Bignone, el último líder de la Junta Militar del Proceso de Reorganización Nacional, se vio obligado a llamar a elecciones por las crecientes protestas sociales, la presión internacional por las violaciones a los derechos humanos, y la derrota en la guerra de las Malvinas
En este contexto, el partido luego de varios encuentros donde tuvo una activa participación Monseñor Osvaldo F. Musto, se reunificó siendo el ejemplo del primer partido político dividido y vuelto a unir.
A la salida de la dictadura existían tres líneas internas en la DC:
- La primera, Línea Nacional, estaba nutrida por dirigentes con larga trayectoria en el partido como José A. Allende, uno de sus fundadores, Salvador Busacca, Ángel Manzur, Jorge Marandino, vinculado a la democracia cristiana europea, había sido desde 1978 la más dialoguista con los militares.[131]
- La segunda, Humanismo y Liberación, fundada en 1981 que alcanzaría la conducción del partido en Capital Federal en 1983 y la nacional en 1985, se ubicaba a la izquierda de la organización, tenía un perfil confrontativo y enarbolaba la lucha por los derechos humanos. Sus principales dirigentes eran los “duros” Enrique de Vedia, Guillermo Frugoni Rey, Néstor Vicente, Augusto Conte y Carlos Auyero, integrantes de los organismos de defensa de los derechos humanos. Ambas líneas tenían una gravitación significativa en Capital Federal y fueron una derivación de los conflictos internos del PPC.[131]
- Junto a ellas se encontraba la Corriente Federal, liderada por Francisco Eduardo Cerro (Santiago del Estero), Martín Dip (Corrientes) y otros dirigentes de la provincia de Buenos Aires; este sector recogía una voluntad de representación del interior del país y sus principales dirigentes habían militado en el PRC, la fracción que en 1973 había integrado la Alianza Popular Revolucionaria.[131]

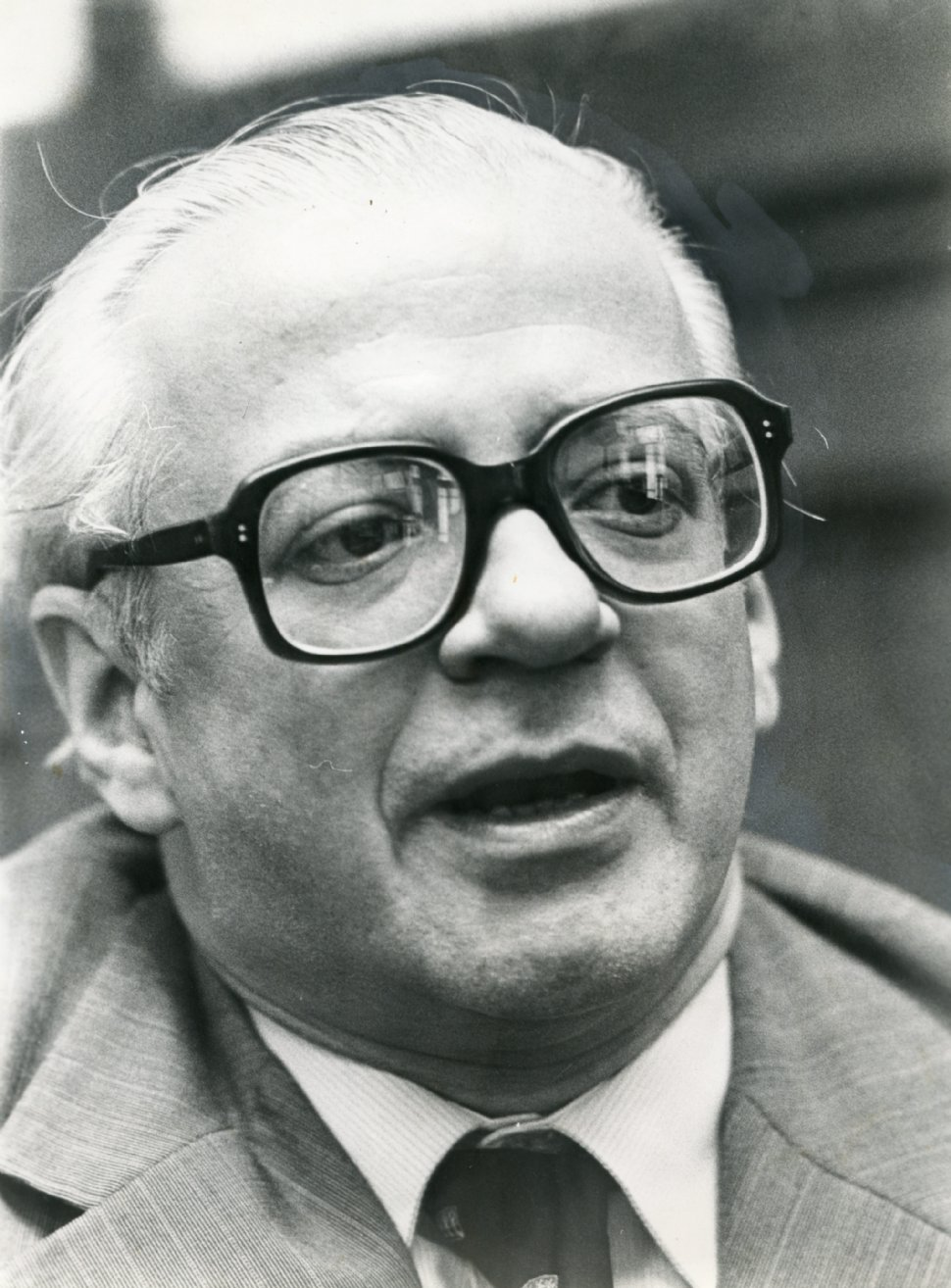
Arturo Ponsati (1937-1997)

En las elecciones presidenciales de 1983 el PDC presentó la fórmula Francisco Eduardo Cerro (exsenador nacional de la DC por la Provincia de Santiago del Estero, aliado del juarismo) junto a Arturo Ponsati levantando las banderas de la indisolubilidad del vínculo matrimonial y la defensa de los derechos humanos que sólo obtuvo 46.544 votos.
El 30 de octubre de 1983 Raúl Alfonsín venció con el 52 % de los votos provocando la primera derrota electoral del peronismo en la historia.

#### Movimiento Humanismo y Liberación

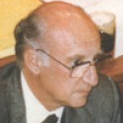
Carlos Auyero Líder de una corriente interna partidaria del PDC identificada como la centroizquierda (1936-1997)

Fruto de esa elección fue elegido como diputado nacional a Augusto Conte. Conte fue un dirigente del PDC de centro hasta que el 7 de julio de 1976, durante el gobierno del presidente de facto de Argentina Jorge Rafael Videla, desapareció su hijo Augusto María Conte Mac Donell.
La lucha por conocer el destino de su hijo llevó al doctor Conte a convertirse en un líder de los derechos humanos fundador del Centro de Estudios Legales y Sociales (CELS). Enfrentó todas las adversidades durante años, hasta que, abrumado por leyes que dejaron asesinos y otros criminales libres de castigo, decidió ir a reunirse con su hijo y se suicidó en 1992.
Además, a partir de 1983 la corriente interna del Partido Demócrata Cristiano llamada "Humanismo y Liberación", liderada por Carlos Auyero junto a Augusto Conte, Enrique de Vedia, Néstor Vicente y Alberto Aramouni, se adjudicó por amplio margen el triunfo tanto en los comicios porteños como para autoridades partidarias nacionales.
Carlos Auyero se convirtió en líder del PDC y ayudó a crear en la Provincia de Buenos Aires el "Frente Justicialista Renovador" con los peronistas de la "Renovación Peronista" opositora a la vieja conducción liderada por Herminio Iglesias y liderada por Antonio Cafiero entre los que inicialmente estaban Eduardo Dualde y Julio Carpinetti y que se expandió por todo el país sumando a otros jóvenes peronistas que se destacaron en las décadas siguientes como Carlos Menem (La Rioja), José Manuel de la Sota (Córdoba), Carlos Grosso (CABA), José Luis Manzano, José Octavio Bordón (Mendoza), Raúl Carignano (Santa Fe) y Rubén Marín (La Pampa).
En las elecciones legislativas de 1985 la fórmula Demócrata Cristiana obtuvo 65.878 votos. En aquella oportunidad fueron elegidos Carlos Auyero volvió a ser diputado nacional del distrito Buenos Aires, Ángel Bruno por el distrito Capital Federal en reemplazo de Augusto Conte que fue elegido pero renunció el 21 de abril de 1987.

### Durante el gobierno de Alfonsín
Bajo el gobierno de Raúl Alfonsín (1983-1989), las relaciones entre el poder político y los demócrata-cristianos fueron ásperas, en tanto el primero impulsó el Segundo Congreso Pedagógico Nacional, la Ley del Divorcio sancionada el 3 de junio de 1987 y el Programa Nacional de Democratización de la Cultura. 
Sin embargo, algunos demócratacristianos participación en el gobierno donde Enrique De Vedia fue Secretario de Desarrollo Humano y Familia del Ministerio de Salud y Acción Social, Julio N. Bello Subsecretario Nacional de Desarrollo Humano y Familia del Ministerio de Salud; Carlos Eroles Director de Niñez, Cacho Bruno en el área juventud y Oscar Puiggrós integró el Consejo para la Consolidación de la Democracia y fue embajador en Portugal.

#### Investigación de las violaciones a los Derechos Humanos

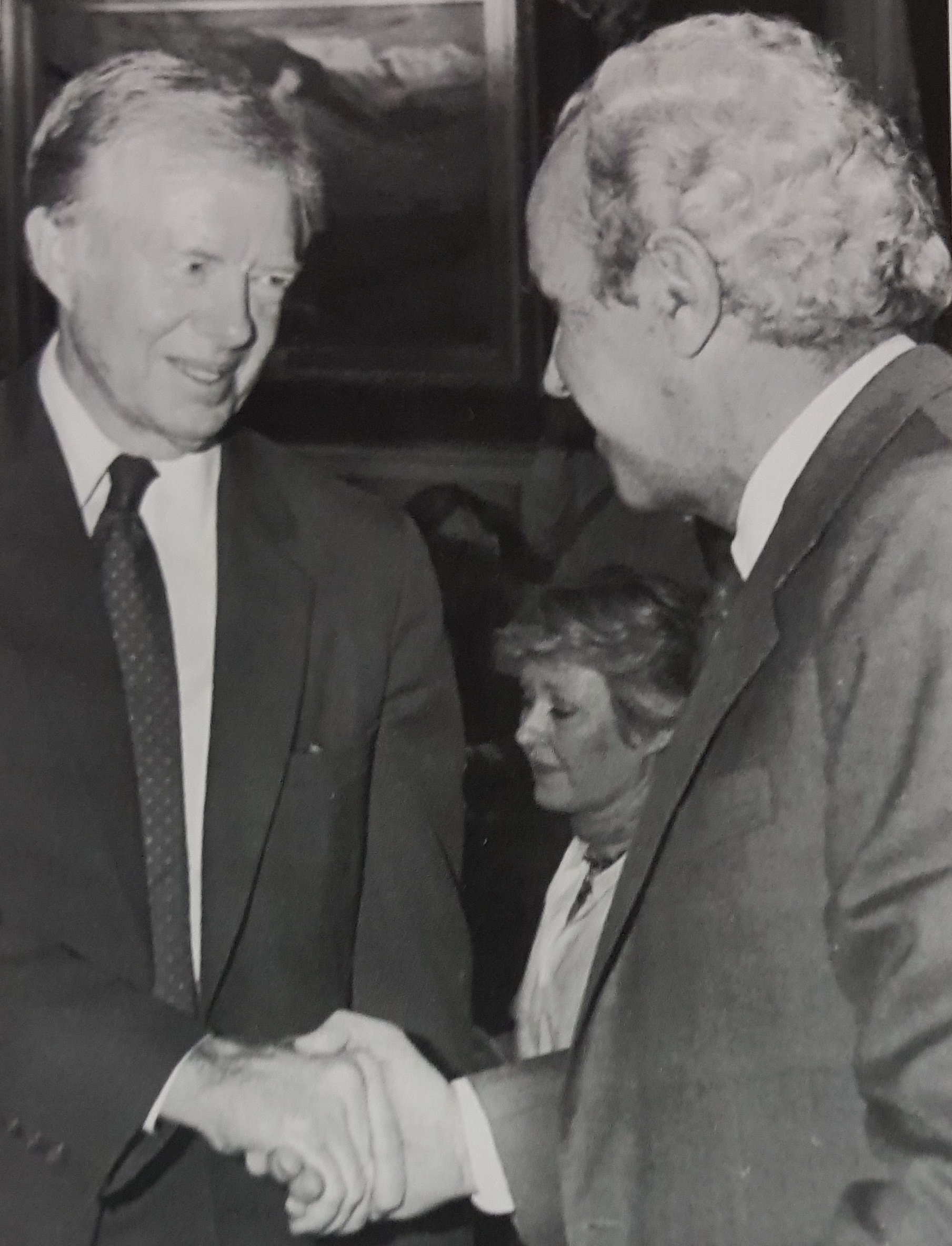
Augusto Conte Identificado con la centroizquierda del PDC y militante de los derechos humanos (1927- 1992)

El 15 de diciembre de 1983, con el objetivo de esclarecer los hechos relacionados con la desaparición de personas, el presidente Alfonsín dispuso la creación de la Comisión Nacional sobre la Desaparición de Personas (CONADEP) designando él mismo a sus integrantes. El Dr. Rodolfo Barraco Aguirre fue Coordinador del Área de denuncias de Córdoba de la CONADEP.
Ese mismo día, un grupo de parlamentados encabezados por Augusto Conte hicieron una propuesta que no prosperó en la que pedían la creación de una Comisión Investigadora Bicameral en el Congreso Nacional integrada por diez diputados que invitaban a los senadores que se sumasen a la iniciativa para que investigase exhaustivamente y con neutralidad las violaciones a los derechos humanos cometidas por agentes del gobierno de las Fuerzas Armadas. Se preferían una comisión bicameral del Congreso Nacional antes que la CONADEP porque entendían que tenía más fuerza, más potencia y poder de garantías lo que se dijera que un grupo de notables elegidos por Alfonsín, sino dentro del Parlamento. Además le daba más proyección en el tiempo. En cambio la CONADEP duró muy poco y sus conclusiones han sido cuestionadas.

#### Debate sobre el divorcio vincular
En 1984 Argentina era uno de los pocos países en el mundo en el que no existía el derecho al divorcio vincular; en ese momento existían 3.000.000 de personas, un 10% de la población, separadas de hecho, inhabilitadas para volver a casarse legalmente.
Bajo el gobierno de Alfonsín fue presentado nuevamente un proyecto de ley de divorcio vincular, que fue sancionado como Ley 23.515 del 8 de junio de 1987 a pesar de una fuerte presión ejercida por la Iglesia católica, incluso recurriendo a manifestaciones públicas, que no resultaron convocantes. La Iglesia presionó entonces al presidente Alfonsín para que vetara la ley, pero ello no sucedió.
Los demócrata-cristianos, que mantuvieron siempre una tirante relación con el presidente Alfonsín en temas relacionados con los valores cristianos, se mostraron divididos frente a la ley de divorcio. El sector más conservador, encabezado por el entonces obispo de Mercedes (Buenos Aires), Emilio Ogñénovich, organizó una procesión a Plaza de Mayo encabezada por la Virgen de Luján. Ante la escasa cantidad de asistentes, Ogñenovich acusó a los obispos ausentes de haber traicionado el compromiso.

#### Triunfo en el Segundo Congreso Pedagógico Nacional
En 1984, por la ley 23.114, el gobierno radical de Raúl Alfonsín convocó a un Congreso Pedagógico Nacional supuestamente para atender las deficiencias del sistema educativo pero con el fin de definir si la Educación Pública debía ser Estatal o no Estatal, de lo que dependería si los colegios privados seguirían recibiendo apoyo económico del Estado y si los padres de ingresos medios y bajos podrían elegir el tipo de educación para sus hijos en escuelas de gestión privada.
La Democracia Cristiana en la propuesta educativa de su plataforma electoral de 1983 y otros trabajos había dado a conocer un documento elaborado teniendo en cuenta los trabajos de su equipo de educación proponiendo el Modelo Social de Desarrollo, una política educativa democrática, entendiendo “que toda educación es pública, fruto del esfuerzo conjunto de la iniciativa estatal y privada”, por lo que durante los debates del Congreso Pedagógico Nacional de 1984 colaboró en lograr consensos respecto del lugar de la iniciativa privada y logrando que se aceptara que el Sistema Educativo Argentino sea uno, integrado por la escuela oficial y la escuela no oficial. Una Escuela Pública de gestión oficial y de Escuela Pública de gestión privada, considerando a ambas como un servicio abierto a la comunidad.
Cabe tener en cuenta que en la Argentina viene de lejos la antinomia educación (o enseñanza o escuela) pública—educación privada. Y durante aquel Congreso pedagógico se enfrentaron dos enfoques respecto de la misma. 
Raúl Alfonsín confió la organización del congreso a su equipo educativo, encabezado en 1984 por el ministro Carlos Alconada Aramburú, y el diputado Adolfo Stubrin, ambos con enfoques estatistas. 
El Enfoque Estatista era impulsado por radicales y comunistas; y el enfoque no estatista, que finalmente fue el que triunfó, fue defendido por la Conferencia Episcopal Argentina, el Partido Demócrata Cristiano representado por Franklin Martín Obarrio con una postura moderada, el Partido Justicialista, la Unión del Centro Democrático, el Movimiento de Integración y Desarrollo y una enorme movilización de padres de familia que tenían a sus hijos en colegios privados. En aquella convocatoria llegaron a participar 400.000 personas. 
La asamblea nacional se realizó en Embalse de Río Tercero (Provincia de Córdoba), en marzo de 1988 y triunfó el enfoque no estatista. A partir de entonces, el sistema educativo en la Argentina es de Educación Pública (de Gestión Estatal o de Gestión Privada).

#### Apoyo a Alfonsín durante el alzamiento carapintada
Durante el primer alzamiento carapintada en la Pascua de 1987 en protesta contra las acciones judiciales realizadas contra los responsables de los delitos y violaciones a los derechos humanos cometidos durante el Proceso de Reorganización Nacional.
El PDC suscribió junto con otros de los principales partidos del país -UCR, PJ, UCD, PI, PC y PS- suscribieron el «Acta de Compromiso Democrático», oponiéndose a la actitud de los militares pero reconociendo varios grados de responsabilidad en la represión. Este último punto llevó a algunas fuerzas de izquierda -el MAS, el PCR, el PO, y las Madres de Plaza de Mayo- a distanciarse del grupo de los firmantes. Manifestaciones populares se hicieron presentes en Campo de Mayo y la Plaza de Mayo, exigiendo la rendición de los sublevados. Imposibilitado de reprimir y ante situaciones poco claras Alfonsín marchó a Campo de Mayo para exigir la rendición, en lo que se le cuestionaría como una debilidad política. A su regreso, desde el balcón de la Casa Rosada, anunciaría la capitulación de los amotinados.
A causa de este primer alzamiento carapintada, meses más tarde, el gobierno promulgó la Ley de Obediencia Debida, que satisfaría algunos de sus reclamos; sin embargo, la misma fue anunciada un mes antes del levantamiento, el 24 de marzo de 1987 en la localidad de Las Perdices, Córdoba, por el presidente Alfonsín y se basaba en la promesa electoral de campaña de 1983 de los tres niveles de responsabilidad. Los juicios prosiguieron durante el período del Dr. Alfonsín. Los cuadros superiores de las Fuerzas Armadas y algunos subalternos siguieron presos.

### Nueva fractura en el PDC y encogimiento del electorado del partido
En las elecciones legislativas de 1987 la fórmula Demócrata Cristiana obtuvo 37.501 votos.
En las elecciones presidenciales de 1989 integró la alianza FREJUPO en conjunto con el justicialismo, el MID, la Corriente Patria Libre y otros partidos. La fórmula Menem-Duhalde triunfó pero significó una nueva fractura en el PDC, cuyo presidente Carlos Auyero se retiró de esa fuerza junto con un nutrido grupo de dirigentes y militantes de su sector interno Humanismo y Liberación, entre los que estaba Gabriela Michetti, para dar origen a lo que luego sería el Frente Grande, con Carlos "Chacho" Álvarez.
Fruto de esa alianza, en las Elecciones legislativas de Argentina de 1989 los democratacristianos volvieron al Congreso con dos diputados nacionales: Alberto Aramouni y Jorge Horacio Gentile. También ese año el sindicalista demócrata cristiano Carlos Custer ingresó a la Cámara en reemplazo al entonces diputado Eduardo Duhalde cuando el jefe del peronismo bonaerense dejó el escaño para asumir como vicepresidente de Carlos Menem. En las Provincias de Corrientes y Tucumán resultaron elegidos diputados provinciales Esio Ariel Silveira y Arturo Ponsati respectivamente, ambos presidentes nacionales del partido en distintos momentos (Silveira dos y Ponsati tres).
Al poco tiempo, también en 1989, el PDC abandonó la alianza con Carlos Menem y fue en aquel entonces, cuando el PDC expulsó a Erman González de sus filas y canceló la ficha de su secretario de Defensa Francisco Eduardo Cerro no bien asumieron sus cargos en el gobierno de Carlos Menem.
A fines de 1989, en un Congreso Sindical Mundial realizado en Caracas, Carlos Custer fue elegido Secretario General de la CMT -Confederación Mundial del Trabajo- con sede en Bélgica, siendo el primer dirigente en ese rol (de las tres internacionales sindicales mundiales) proveniente del llamado "Tercer Mundo". Reelecto en el Congreso de Isla Mauricio, en 1993, ocupa esa función hasta 1996.
En las elecciones legislativas de 1991 la fórmula Demócrata Cristiana obtuvo 52.586 votos.
Esi mismo año Arturo Ponsati fue nombrado Secretario de Estado de Educación de la provincia de Tucumán.
En las elecciones legislativas de 1993 la fórmula Demócrata Cristiana obtuvo 20.267 votos.
En las elecciones legislativas de 1995 la fórmula Demócrata Cristiana obtuvo 2.225 votos.

### Alianzas electorales con el FrePaSo
En las elecciones presidenciales de 1995 la Democracia Cristiana, presidida por el exdiputado provincial correntino Mario Alfredo Marturet, hermano del sacerdote tercermundista y periodista Mario Marturet, y siendo vicepresidente el porteño Jorge Lorenzut, apoyó la fórmula de izquierda y centroizquierda del FrePaSo integrada por Bordón-Álvarez que perdió las elecciones.
A fines del año 1996, el papa Juan Pablo II designó a Carlos Custer como Miembro Titular del “Consejo Pontificio de Justicia y Paz”; cargo en el cual es reelecto en el año 2001.
De 1997 a 2001 la Democracia Cristiana contó con un solo Diputado Nacional, el doctor José Luis Lanza, por el distrito Capital Federal.
En las elecciones presidenciales de 1999, a través del FrePaSo, integró la Alianza, que ganó las elecciones con la fórmula Fernando de la Rúa-Álvarez obteniendo el 48,37% de los votos.
En la Provincia de Santiago del Estero, ingresaron algunos diputados de la Democracia Cristiana en la Legislatura entre ellos el constitucionalista Francisco Eduardo Cerro (H), hijo del exsenador y excandidato a presidente DC,
El 22 de noviembre del 2000 la Democracia Cristiana abandonó la Alianza "Por su inexistencia como espacio político de participación e incumplimiento del programa de gobierno".
En las elecciones presidenciales de 2003 fue la última elección presidencial que la DC participó con su Lista n.º 5: bajo la fórmula Manuel Herrera (extrapartidario, empresario y extitular de la Unión Industrial Argentina) - Eduardo Cúneo (presidente del partido) obtuvo 47.749 votos.

### Apoyo inicial al kirchnerismo
A partir del 2003 el Partido Demócrata Cristiano formó parte del Frente para la Victoria.
De 2003 a 2005, el presidente nacional de la Democracia Cristiana fue el ingeniero Roberto Meyer, concejal por la DC en la Ciudad de Resistencia, Provincia del Chaco, en reemplazo del correntino Esio Ariel Silveira. Y de 2005 a 2007 volvió a ser presidente nacional del PDC Esio Ariel Silveira. En 2008 asumió la presidencia del partido Carlos Lionel Traboulsi.
En las elecciones legislativas de 2005 el partido formó parte del Frente para la Victoria a través del cual ingresó Ernesto Segundo López como diputado Nacional por la Provincia de San Juan.
En las elecciones presidenciales de 2007 el PDC participó del apoyo a la fórmula presidencial encabezada por Cristina Fernández de Kirchner y Julio César Cobos en forma indirecta. Su participación habría sido acordada dentro de lo que se denominó Frente Cívico para la Concertación Plural, o sólo "Concertación Plural", que lideraba Julio C. Cobos y luego del cierre de inscripción de frentes y alianzas la Democracia Cristiana tomó conocimiento de haber quedado fuera por decisión de Néstor C. Kirchner que obligó a la Concertación Plural a sumarse como un partido más dentro del Frente para la Victoria, espacio este que quedó como único frente político electoral que llevaba la fórmula presidencial Cristina Fernández de Kirchner y Julio César Cobos, lo que generó que al sancionarse la Ley 26571 la Democracia Cristiana perdiera sus personerías en la mayoría de los distritos electorales por no haber alcanzado el porcentaje de votos exigidos por la nueva ley, más restrictiva.

### Alejamiento del kirchnerismo y vuelta a la línea de centro político (2010-actualidad)
En el marco de la crisis económica de 2008-2014, originada entre otros motivos por una crisis alimentaria mundial, el 11 de marzo de 2008 el gobierno de Cristina Kirchner tomó la decisión de incrementar las retenciones a las exportaciones de soja y girasol y establecer un sistema móvil para éstas, mediante una resolución Nº125/08 del Ministerio de Economía y Producción. Esta medida desencadenó un extenso conflicto con el sector agropecuario que finalizó cuando el Congreso no la ratificó, fue acusada por el campo de confiscatoria, de atentar contra el ingreso y no sobre la renta por tanto de regresiva, y de desvirtuar y destruir los mercados de granos. Durante los debates legislativos y en pleno conflicto social, Carlos Lionel Traboulsi, representando al PDC, propuso modificar el proyecto oficialista como planteaba el vicepresidente Julio César Cobos. Esta postura marcó el comienzo de un quiebre con Néstor Kirchner.
El PDC también se opuso a varias propuestas del gobierno nacional, como la despenalización del aborto, despenalización del consumo de cannabis y la legalización de la prostitución entre otras medidas que, según señalaron, eran "incompatibles con sus valores y principios". A partir de ese momento hubo una vuelta a la línea fundacional de la Democracia Cristiana que, según sus propias definiciones, "coloca a la persona humana en el centro, principio y fin de toda acción política".
Por estas cuestiones principalmente, a partir de 2010 se produjo un quiebre con el progresismo argentino y en especial con kirchnerismo después de la adhesión del PDC a una manifestación acaecida el 13 de julio frente al Congreso de la Nación Argentina contra el matrimonio entre personas del mismo sexo impulsado por el gobierno de Cristina Fernández de Kirchner y apoyado por otras fuerzas políticas, en sintonía con el cardenal Bergoglio.
Durante las elecciones presidenciales de 2011 el PDC a nivel nacional apoyó la candidatura de Eduardo Duhalde, enfrentado al kirchnerismo, quien se posicionó en cuarto lugar con apenas el 5,86% de los votos. 
Pese al alejamiento del kirchnerismo del partido a nivel nacional, como en el Distrito Provincia de Corrientes del PDC se presentó aliado con el Frente para la Victoria en las elecciones legislativas de 2011 postulando como diputado nacional suplente ingresó dentro de ese frente el Dr. Juan Fernando Marcópulos

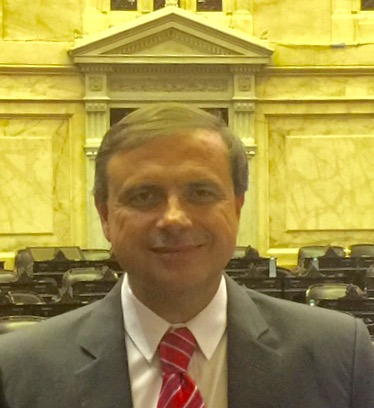
El democristiano cordobés Juan Fernando Brügge, expresidente del PDC (2011-2015) es el último diputado nacional de ese partido en la legislatura (2015-2019; 2023-2027).

En diciembre de 2011 el dirigente cordobés Juan Fernando Brügge, de tendencia centrista,  fue nombrado nuevo presidente nacional del partido, ocupando el cargo hasta diciembre de 2015.
El 1 de diciembre de 2014, José Manuel de la Sota fue proclamado como precandidato presidencial por el Partido Demócrata Cristiano para competir con Sergio Massa en las Elecciones primarias de Argentina de 2015 bajo el lema "Argentina Unida" pero fue derrotado por este. Finalmente, en elecciones presidenciales de Argentina de 2015, el PDC fue parte de la alianza electoral transitoria Unidos por una Nueva Alternativa (UNA), un espacio político donde confluyeron políticos del peronismo, del radicalismo, del desarrollismo, de la democracia cristiana y de otros partidos provinciales postulando como diputado nacional suplente ingresó dentro de ese frente el Dr. Juan Fernando Brügge.
De 2015 a 2019 fue presidente del partido a nivel nacional el diputado provincial de la Provincia de Córdoba (MC) Ing. Juan Carlos De la Peña (vicepresidente de Instituto Argentino Jacques Maritain) y vicepresidente Juan Fernando Brügge.
Desde 2020, la principal figura del PDC es Jorge Sobisch, exgobernador de la Provincia de Neuquén por el Movimiento Popular Neuquino, cuya candidatura a la gobernación provincial en 2019 logró elegir a tres legisladores provinciales (Carlos Alberto Coggiola, Elizabeth Campos y José Raúl Muñoz).
En 2023 se inscribió como parte del frente Hacemos por Nuestro País, que propugna la candidatura presidencial del gobernador peronista de Córdoba, Juan Schiaretti.

## Resultados electorales

### Elecciones presidenciales
|  | 3,47 % |

|  | 5,68 % |

|  | 49.56 % |

|  | 7,43 % |

|  | 61.85 % |

|  | 0,31 % |

|  | 47.51 % |

|  | 29.30 % |

|  | 48.37 % |

|  | 0,25 % |

|  | 5.86 % |

|  | 21.39 % |

|  | 6.14 % |

|  | 6.73 % |

### Elecciones al congreso
| Año  | Votos                       | %                     | Diputados | Senadores | Nota |
| ---- | --------------------------- | --------------------- | --------- | --------- | --- |
| 1958 | 285.650                     | 3,46%                 | 0/187     | 0/46      | |
| 1960 | 338.392                     | 5,14%                 | 0/192     |           | |
| 1961 | Sin datos                   | Sin datos             |           | 0/46      | |
| 1962 | 169.824                     | 1,94%                 | 0/192     |           | |
| 1963 | 436.922                     | 5,54%                 | 8/192     | 2/46      | |
| 1965 | 241.764                     | 2,70%                 | 4/192     |           | |
| 1966 | Sin datos                   | Sin datos             |           | 2/46      | |
| 1973 | 5.899.543                   | 49,53%                | 3/243     | 1/69      | Frente Justicialista de Liberación (Electos por el Partido Popular Cristiano) |
| 1973 | 885.272                     | 7,43%                 | 3/243     | 1/69      | Alianza Popular Revolucionaria (Electos por el Partido Revolucionario Cristiano) |
| 1983 | 139.881                     | 0,94%                 | 1/254     | 0/46      | Electo Dip. Augusto Conte (Ciudad de Buenos Aires - PDC reunificado) Sin alianza en PBA, CABA, Catamarca, Chaco, Chubut, Córdoba, Corrientes, Entre Ríos, Formosa, La Pampa, La Rioja, Mendoza, Misiones, Río Negro, Salta, San Juan, San Luis, Santa Fe, Tierra del Fuego y Tucumán |
| 1985 | 77.531                      | 0,51%                 | 2/254     |           | Electo Dip. Carlos Auyero (Provincia de Buenos Aires) Con Partido Tres Banderas en Salta Sin alianza en CABA, Chaco, Córdoba, Corrientes, Formosa, Jujuy, La Pampa, Misiones, Neuquén, Río Negro, Santa Cruz, Santa Fe y Tucumán |
| 1986 | Sin datos                   | Sin datos             |           | 0/46      | |
| 1987 | 494.441                     | 3,08%                 | 4/254     |           | Frente Justicialista en Ciudad de Buenos Aires Con Frente Renovador en Catamarca Sin alianza en Entre Ríos, Formosa, Jujuy, Mendoza, Santiago del Estero y Tucumán |
| 1989 | 7.197.868                   | 43,24%                | 4/254     | 0/46      | Electo Dip. Héctor Ángel Gatti (FREJUPO PBA) Frente Justicialista de Unidad Popular Sin alianza en Chubut y La Pampa |
| 1991 | 881.910                     | 5,61%                 | 1/257     |           | Frente Justicialista en Entre Ríos, Formosa y Jujuy Frente Cívico y Social en Catamarca Frente Político y Social (PDC-PI-PDPFS-MPL) en San Luis Frente Social y Político en Neuquén Frente de la Esperanza en Tucumán Frente Popular (PDC-MID-PSA-PTP) en La Pampa Frente de la Corriente Renovadora (CR-UCeDé-PCP-PDC-MID-PI) en Santiago del Estero El Frente (PDC-PSP-PH-PI) en Tierra del Fuego Alianza Solidaria (PDC-PF) en Misiones Cabildo Abierto (PDC-Encuentro Popular) en Chaco Sin alianza en CABA, Córdoba, Corrientes, La Rioja, Mendoza, Salta, San Juan y Santa Fe |
| 1992 | Sin datos                   | Sin datos             |           | 0/48      | |
| 1993 | 751.589                     | 4,59%                 | 1/257     |           | Alianza Unidad Socialista - Democracia Cristiana (PSP-PDC) en Provincia de Buenos Aires Frente Justicialista en Entre Ríos, La Rioja, Misiones, Salta y San Juan Alianza con FG y PI en Córdoba, Corrientes Alianza con FG, PI y PTP en Jujuy y Tucumán Alianza Frente Grande (FG-PCA-PDC-PDPFS) en Tierra del Fuego Frente Cívico y Social en Catamarca Frente por la Justicia y la Solidaridad (PDC-JDyP) en Neuquén Frente de la Esperanza (PDC-PTP-MAR-MPL) en San Luis Sin alianza en Ciudad de Buenos Aires, Chaco, Formosa y Santa Fe                                        |
| 1995 | 2.683.945                   | 15,83%                | 1/257     | 0/72      | Frente País Solidario en PBA, Catamarca, Chaco, Chubut, Córdoba, Corrientes, Formosa, Neuquén, Salta, San Luis, Santa Fe, Santiago del Estero, Tierra del Fuego y Tucumán Frente Solidario Riojano (UCR-PDC-UNIR) en La Rioja Alianza por la Patagonia (UCR-PPR-PDC-MID) en Río Negro Cruzada Frente Grande (CR-FG-PI-PDC) en San Juan Sin alianza en Ciudad de Buenos Aires |
| 1997 | 5.566.512                   | 32,27%                | 0/257     |           | Alianza en PBA, CABA, Jujuy, La Rioja, Río Negro, Salta, Santiago del Estero y Tierra del Fuego Frente País Solidario en Chubut, Córdoba, Formosa, La Pampa, Neuquén y San Juan Frente Solidario (PDC-MPL) en San Luis Frente Cívico y Social en Catamarca Frente de Todos en Chaco |
| 1998 | Sin datos                   | Sin datos             |           | 0/72      | |
| 1999 | 5.393.696                   | 29,13%                | 0/257     |           | Alianza en PBA, CABA, Catamarca, Formosa, Jujuy, La Pampa, La Rioja, Neuquén, Salta, San Juan, San Luis y Santiago del Estero Frente PAIS-PDC-Acción Popular en Córdoba Frente de Todos en Chaco Sin alianza en Entre Ríos y Río Negro |
| 2001 | 684.000 (D) 724.938 (S)     | 4,79% (D) 4,98% (S)   | 0/257     | 0/72      | Frente Polo Social en PBA, Chaco, Corrientes, Entre Ríos, Formosa, Neuquén y Santa Fe Argentinos por una República de Iguales en Santiago del Estero Unión por Córdoba Frente Cívico y Social en Catamarca Sin alianza en Ciudad de Buenos Aires, Chubut, Mendoza, Río Negro, Salta y San Juan |
| 2003 | 965.103 (D) 496.851 (S)     | 6,14% (D) 10,88% (S)  | 0/257     | 0/72      | Afirmación para una República Igualitaria en Santiago del Estero Unión por Córdoba Frente Social Entre Ríos Tiene Futuro (UCR-MID-PDC) Frente Unión por Tucumán (UCR-MID-PDC) Frente Provincia Unida (UCR-AR-PB-PDC) en San Juan Frente Juntos por San Luis (UCR-Recrear-PDC) en San Luis Frente de la Unidad en Formosa Frente del Pueblo (PDC-UNIR) en La Rioja Encuentro Neuquino (ARI-PDC-PI-PSP) en Neuquén Sin alianza en Provincia de Buenos Aires, Ciudad de Buenos Aires, Chaco, Corrientes, Jujuy y Salta                                                                 |
| 2005 | 1.011.197 (D) 231.653 (S)   | 5,86% (D) 2,81% (S)   | 0/257     | 0/72      | Frente para la Victoria en Chubut y San Juan Unión por Córdoba Acuerdo Social para la Inclusión (ARI-PS-PDC) en Tucumán Frente Popular (PDC-PAUFE-PD) en Entre Ríos Frente para la Nueva Mayoría (PDC-PI) en Formosa Frente Jujeño (UCR-MPJ-PDC-PI) en Jujuy Frente Soberanía Popular (PDC-PCA) en Chaco Frente por la Justicia y el Progreso Social (PPS-PDC) en Santa Fe Frente Multisectorial (PS-PDC-PCA) en Santiago del Estero Sin alianza en Provincia de Buenos Aires, Ciudad de Buenos Aires, Corrientes y Salta                                                           |
| 2007 | 4.045.776 (D) 111.751 (S)   | 22,36% (D) 2,63% (S)  | 0/257     | 0/72      | Frente para la Victoria en PBA, Catamarca, Córdoba, Formosa, Misiones y San Juan Concertación Plural en Chubut y Mendoza Frente Primero Jujuy Frente Soberanía Popular (PDC-PCA) en Chaco Concertación para el Desarrollo en Río Negro Sin alianza en CABA, Corrientes, Entre Ríos, Salta, Santiago del Estero, Tierra del Fuego y Tucumán |
| 2009 | 3.652.309 (D) 1.295.330 (S) | 18,90% (D) 21,63% (S) | 0/257     | 0/72      | Frente para la Victoria en Provincia de Buenos Aires y San Juan Acuerdo Cívico y Social en Tucumán Unión por Córdoba Proyecto Sur en Chaco Frente Cívico Popular en Chubut Frente Correntinos por el Cambio en Corrientes Frente Popular Disidente en Entre Ríos Frente Primero Jujuy Frente Cívico Riojano en La Rioja Santa Fe Federal (PCP-PDC-MID) Todos por Neuquén (PDC-MID) Concertación para el Desarrollo en Río Negro Frente Unión por Santiago (PRO-PDC) en Santiago del Estero Sin alianza en Ciudad de Buenos Aires, Salta y San Luis                                  |
| 2011 | 860.304 (D) 603.236 (S)     | 4,18% (D)             | 0/257     | 0/72      | Frente Popular en Provincia de Buenos Aires Frente para la Victoria en Corrientes Sin alianza en Catamarca y Santa Fe |
| 2013 | 1.080.164 (D)               | 4,78% (D)             | 0/257     | 0/72      | Frente para la Victoria en Corrientes Unión por Córdoba Acuerdo Cívico y Social en Tucumán |
| 2015 | 1.438.054 (D) 1.150.719 (S) | 6,17% (D)             | 1/257     | 0/72      | Electo Dip. Juan F. Brügge (Unión por Córdoba) Unidos por una Nueva Alternativa en Ciudad de Buenos Aires, Córdoba y Santa Fe Frente para la Victoria en Corrientes |
| 2017 | 2.197.913 (D) 33.997 (S)    | 8,94% (D) 0,29% (S)   | 1/257     | 0/72      | Vamos Juntos en Ciudad de Buenos Aires Cambiemos en Tucumán 1País en Jujuy y Santa Fe Unión por Córdoba Juntos Podemos Más en Corrientes |
| 2019 | 406.874 (D)                 | 1,59% (D)             | 0/257     | 0/72      | Consenso Federal en Jujuy Hacemos por Córdoba |
| 2021 | 5.825.752 (D) 1.105.802 (S) | 25,04% (D) 15,54% (S) | 0/257     | 0/72      | Juntos por el Cambio en Provincia de Buenos Aires, Ciudad de Buenos Aires, Jujuy y Tucumán Frente de Todos en Corrientes y La Rioja Hacemos por Córdoba Primero Santa Fe |

## A partir de 2014
Desde 2014, en que se realizó el último Congreso Ideológico Nacional Partidario del PDC el partido tiene una tendencia centrista.

### Actuales autoridades partidarias nacionales
En 2019, después de 65 años de su fundación (el 9 de julio de 1954), el Partido Demócrata Cristiano (PDC) de la Argentina eligió una mujer como presidente, a la santafesina Nidia Margarita Sosa. Y como vicepresidente al exdiputado nacional de la provincia de Córdoba (MC) Juan Fernando Brügge.

### Por distritos electorales
Cabe tener en cuenta que tras la sanción de una ley de reforma política del 2009 impulsada por Cristina Fernández de Kirchner se restringió la libertad para el reconocimiento de partidos políticos en la Argentina, el PDC perdió la personería en doce distintos electorales (provincias), junto a otros 149 partidos. Tardó varios años en recuperarla a nivel nacional.
Esta Ley modificó, entre otras, a la Ley Orgánica de los Partidos Políticos y a la Ley de Financiamiento de los Partidos Políticos. Además, se modificó la cantidad mínima de afiliados que debe tener un partido político para no perder la personería jurídica, y así, tener la posibilidad de presentarse a elecciones. Desde ese momento que el partido está en un proceso de recuperación de la personería partidaria en cada distrito electoral.
En la Ciudad Autónoma de Buenos Aires para las elecciones 2019 el PDC se presentará en las PASO 2019 de manera individual, con el nombre Ciudad Celeste por la Vida y la Familia.
En la Provincia de Buenos Aires para las PASO 2017 el PDC se presentó dentro de “1País” donde participan el Partido Renovador Federal, GEN, Movimiento de Integración y Desarrollo (MID), PAIS, Tercera Posición, Partido de la Cultura, la Educación y el Trabajo (CET), Unión Popular, UNIR, Partido Socialista Auténtico y NBA (Nuevo Buenos Aires).
En la Provincia de Catamarca, el PDC no participó en las PASO 2017.
En la Provincia de Córdoba el PDC fue miembro histórico de la alianza de partidos llamada "Unión por Córdoba" de la que formaba parte junto con el Partido Justicialista, Partido Fe, Movimiento de Integración y Desarrollo (MID), Unión Vecinal Federal (UVF), Partido Liberal Republicano, en el 2019 se ha renovado con el nombre "Hacemos por Córdoba" incorporando a nuevos socios provenientes del socialismo que amplía la cantidad de miembros y su alcance ideológico (el Partido Socialista, el GEN, el Partido Intransigente, Acción para el Cambio (Apec) y el Partido de la Concertación Forja).
En la Provincia de Corrientes, salvo en la ciudad de Goya en que se presenta con lista propia, el PDC lleva a su presidente, Gerardo Marturet (, hijo del exdiputado provincial correntino Mario Alfredo Marturet), como candidato a diputado dentro del frente “Unidad Correntina” integrado por Kolina, Camioneros y Convocatoria Popular.
En la Provincia de La Rioja para las PASO 2019 se formó un frente con la "Democracia Cristiana" a la cabeza empoderando al exgobernador justicialista Luis Beder Herrera.
En la Provincia de Mendoza el PDC tiene un reconocimiento provisorio, por lo que al 28 de marzo de 2019 todavía no estaba habilitado a competir hasta que no termine con las tramitaciones.
En la Provincia de Neuquén para las PASO 2019 se formó un frente con la "Democracia Cristiana" a la cabeza empoderando al exgobernador justicialista Jorge Omar Sobisch teniendo como compañero de fórmula como candidato a vicegobernador al exsenador nacional (PJ) Daniel Baum y que también fue legislador provincial por dos períodos (de 2007 a 2015) por Unión Popular. Para las elecciones de 2019, se presentó como candidato a gobernador por fuera del MPN, en un frente encabezado por el Partido Demócrata Cristiano junto con partidos provinciales, Finalmente Jorge Omar Sobisch obtuvo el cuarto puesto en las urnas obtenendo el 10% de los votos y tres legisladores en la Cámara: José Muñoz, Elizabeth Campos y Carlos Coggiola. El 14 de mayo de 2019 Jorge Sobisch participará de las elecciones municipales como candidato a intendente de la Ciudad de Neuquén por la Democracia Cristiana.
En la Provincia de San Juan para las PASO 2019, igual que lo hizo para las PASO 2017 el PDC se presenta dentro del “Frente Todos”  tiene como precandidato a gobernador a Sergio Uñac, actual primer mandatario provincial. En 2023 el partido distrital en formación se unió al Frente Desarrollo y Libertad.
En la Provincia de Salta el PDC no participó en las PASO 2017 por haber perdido la personería aunque en reapareció en 2018.
En la Provincia de Santa Fe el PDC, presidido por Jorge Ferrer, conformó el Frente Primero Santa Fe con los partidos Lealtad y Dignidad, PAIS,  Partido de la Cultura, la Educación y el Trabajo y el MID.
En la Provincia de Tucumán el PDC, presidido por José Paéz, conformó el frente electoral de las elecciones generales de la Tucumán del próximo 9 de junio llamado "Frente Vamos Tucuman" junto con el Movimiento Popular y Federal y liderado por la radical Silvia Beatriz Elías de Pérez, espacio por el competirá por la gobernación de la provincia, algo que fue tomado como una estrategia para despegarse de Cambiemos, espacio comandado por el presidente de la Nación, Mauricio Macri.
En la Provincia de Jujuy el PDC, como parte de Consenso Federal,  lleva como tercer candidato a diputado nacional al predidente del distrito Hugo Horváth atrás del actual diputado nacional Alejandro Snopek y la militante provida Ana Alarcón.